# ICAO空港コードの一覧/E
ICAOコードによる空港の一覧：A - B - C - D - E - F - G - H - I - J - K（KA - KG - KN） - L - M - N - O - P - Q - R - S - T - U - V - W - X - Y - Z
この一覧では次のような形式で列挙する。
- ICAOコード（IATAコード）– 空港名 – 空港の所在地

## EB – ベルギー
カテゴリと一覧も参照
- EBAK – アントウェルペン/キール・ヘリポート – アントウェルペン
- EBAL – アールスト病院（オランダ語版）ヘリポート – アールスト
- EBAM – アムージー飛行場（フランス語版、英語版） – アームジー（フランス語版）
- EBAR – アルロン・ステルプニッシュ飛行場（フランス語版、英語版） – アルロン
- EBAS – スヒルデ/ス・グラーヴェンウェーゼル・ヘリポート – スヒルデ（オランダ語版、英語版）
- EBAT – アト飛行場 – アト（フランス語版、英語版）
- EBAV – アニュ飛行場 – アニュー（フランス語版、英語版）
- EBAW (ANR) – アントウェルペン国際空港（英語版） – アントウェルペン / ドゥールネ（フランス語版、英語版）
- EBBA – ボドゥール・ヘリポート（英語版） – ボドゥール（フランス語版）
- EBBC – ブレヒト/ルイクス・ヘリポート – ブレヒト（オランダ語版、英語版）
- EBBE – ボーヴシェン空軍基地 – ボーヴシェン（フランス語版、英語版）
- EBBH – ブレヒト/カイザース・ヘリポート – ブレヒト
- EBBL – クライネ＝ブローゲル空軍基地 – クライネ＝ブローゲル（フランス語版）
- EBBM – ブラーケル/ミシェルベーケ・ヘリポート – ミシェルベーケ（オランダ語版、英語版）
- EBBN – ビューリンゲン飛行場（英語版） – ビューリンゲン
- EBBR (BRU) – ブリュッセル空港 – ブリュッセル / ザベンテム（英語版）
- EBBT – ブラッススガート飛行場（オランダ語版、英語版） – ブラッススガート（英語版）
- EBBV – ブレヒト/フォフテン・ヘリポート – ブレヒト
- EBBX – ジュオンヴィル空軍基地 – ベルトリ（フランス語版）
- EBBY – ベジー＝ティ飛行場 – ベジー＝ティ（フランス語版）
- EBBZ – ビュゼ飛行場（フランス語版） – ポン＝ア＝セル（フランス語版、英語版）
- EBCF – セルフォンテーヌ飛行場（フランス語版） – セルフォンテーヌ（フランス語版、英語版）
- EBCH – シェイプパッド・ヘリポート（英語版） – レ・ブリュイエール
- EBCI (CRL) – ブリュッセル・サウスシャルルロワ空港 – シャルルロワ
- EBCV – シエーヴル空軍基地（英語版） (アメリカ空軍) – シエーヴル（フランス語版、英語版）
- EBDI – ディクスムイデ・ヘリポート（英語版） – ディクスムイデ（オランダ語版、英語版）
- EBDL – ディルセン＝ストッケム/ランクラール・ヘリポート – ディルセン＝ストッケム（オランダ語版、英語版）
- EBDR – アントウェルペン/コマンダント・フーコー・ヘリポート – アントウェルペン
- EBDT – スカッフェン空軍基地（フランス語版、英語版） – ディースト（オランダ語版、英語版）
- EBDW – ディースト/ウェッベコム・ヘリポート – ディースト（オランダ語版、英語版）
- EBEB – エーフェルゲム/ベルゼーレ・ヘリポート – エーフェルゲム（オランダ語版、英語版）
- EBEN – ランスト/エングルス・ヘリポート – ランスト（オランダ語版、英語版）
- EBEU – アントウェルペン大学病院（オランダ語版）ヘリポート – エデゲム（オランダ語版）
- EBFN – コクスアイデ空軍基地 – コクスアイデ（オランダ語版、英語版）
- EBFR – フランコルシャン・ヘリポート – フランコルシャン（フランス語版）
- EBFS – フロレンヌ空軍基地 – フロレンヌ（フランス語版、英語版）
- EBGA – ルーヴェン大学病院（オランダ語版、英語版）ヘリポート – ルーヴェン
- EBGB – グリムベルゲン飛行場（オランダ語版、英語版） – グリムベルゲン（オランダ語版）
- EBGE – シャルルロワ・ノートル・ダム病院（wikidata）ヘリポート – ロヴェルヴァル（フランス語版）
- EBGG – オーフェルブーラーレ飛行場（英語版） – ヘラールツベルヘン（オランダ語版、英語版）
- EBGT – ヘント工業地区ヘリポート（英語版） – ヘント
- EBHA – ハム・ヘリポート – ハム（オランダ語版）
- EBHL – ハーレン・ヘリポート – ハーレン（オランダ語版、英語版）
- EBHM – ハッセルト/マースラント・ヘリポート – ハッセルト
- EBHN – フーヴェネン飛行場（オランダ語版、英語版） – フーヴェネン（オランダ語版）
- EBHO – ホルスベーク・ヘリポート – ホルスベーク（オランダ語版、英語版）
- EBHT – ハウトハーレン・ヘリポート – ハウトハーレン＝ヘルフテレン（オランダ語版、英語版）
- EBKG – AZグルーニンゲ・ヘリポート（英語版） – コルトレイク
- EBKH – バーレン＝カイフーフェル空港（オランダ語版、英語版） – バーレン（オランダ語版）
- EBKR – クライスハウテム/SONS（オランダ語版、英語版）ヘリポート – クライスハウテム（オランダ語版、英語版）
- EBKT (KJK) – コルトレイク・ウェフェルヘム国際空港（オランダ語版、英語版） – コルトレイク / ウェフェルヘム（オランダ語版、英語版）
- EBKU – クールネ・ヘリポート – クールネ（オランダ語版、英語版）
- EBKW – クノック＝ヘイスト/ウェストカペッレ・ヘリポート（英語版） – クノック＝ヘイスト
- EBLC – シタデル地域医療センター（フランス語版）ヘリポート – リエージュ
- EBLE – レオポルドスブルグ/ベーフェルロ飛行場（英語版） – レオポルドスブルグ（オランダ語版、英語版）/ベーフェルロ（オランダ語版、英語版）
- EBLG (LGG) – リエージュ空港 – リエージュ
- EBLM – ミューレベーケ・ヘリポート – ミューレベーケ（オランダ語版、英語版）
- EBLN – リエルニュ飛行場（英語版） – リエルニュ（フランス語版、英語版）
- EBLO – リエージュ＝オルバン・ヘリポート – フレール＝オルバン通り（フランス語版）
- EBLR – レニンゲ・ヘリポート（英語版） – レニンゲ（オランダ語版）
- EBLS – リエージュ大学病院センター（フランス語版）ヘリポート – サール・ティルマン（フランス語版）
- EBLT – リント・ヘリポート – リント（オランダ語版）
- EBLU – ランメン・ヘリポート – ランメン（オランダ語版）
- EBLY – ランスト/ライマー・ヘリポート – ランスト
- EBLZ – ザッフェラーレ・ヘリポート（英語版） – ロヒリスティ（オランダ語版）
- EBMB (BRU) – メルスブローク空軍基地 – ブリュッセル
- EBMD – アントワープ/ミッデルハイム病院（wikidata）ヘリポート – アントワープ
- EBME – メールベーク・ヘリポート – メールベーク（オランダ語版）
- EBMG – ドアッシュ飛行場 – ドアッシュ（フランス語版、英語版）
- EBMO – モールセレ軍用飛行場（オランダ語版、英語版）
- EBMS – ヘリコプター医療センター（フランス語版）ヘリポート – リエルヌー（フランス語版、英語版）
- EBMT – アンドレ・ヴェザール病院ヘリポート – モンティニー＝ル＝ティヤール（フランス語版、英語版）
- EBMW – メイゼ/ウォルベルテム・ヘリポート – メイゼ（オランダ語版）
- EBNA – アセス飛行場 – アセス（フランス語版、英語版）
- EBNB – サン＝リュク・ブージュ病院ヘリポート – ナミュール
- EBNE – ネールペルト飛行場 – ネールペルト（オランダ語版、英語版）
- EBNH – オーステンデ・ヘリポート – オーステンデ
- EBNK – ノーケレ/スイス・ヘリポート – ノーケレ（オランダ語版）
- EBNM – ナミュール飛行場（フランス語版、英語版） – ナミュール
- EBNP – ネールペルト/ティルブルフス・ヘリポート – ネールペルト
- EBOB – アウト＝ヘフェルレー/ブランデン・ヘリポート – アウト＝ヘフェルレー（オランダ語版）
- EBOO – オーストダイクバンク・ヘリポート – 海上
- EBOR – オルシモン空港（英語版） – オルシモン（フランス語版）
- EBOS (OST) – オーステンデ＝ブルッヘ国際空港 – オーステンデ
- EBPW – ペック/ヴァルコアン・ヘリポート – ペック（フランス語版）
- EBRO – ランスト/ファン・デン・ボス・ヘリポート – ランスト
- EBRR – ルーセラーレ/ルムベーケ・ヘリポート – ルムベーケ（オランダ語版）
- EBSG – サン＝ギスラン飛行場（英語版） – サン＝ギスラン（フランス語版、オランダ語版）
- EBSH – サン＝テュベール飛行場（フランス語版、英語版） – サン＝テュベール（英語版）
- EBSJ – ブルージュ/シント＝ピーテルズ病院（オランダ語版）ヘリポート – シント＝ピーテルズ（英語版）
- EBSL – ズテンダール空軍基地（オランダ語版、英語版） – ズテンダール（オランダ語版、英語版）
- EBSP – スパ＝ラ・ソヴニエール飛行場（フランス語版、英語版） – スパ
- EBSS – 聖ルカ病院ヘリポート（英語版） – ブルージュ
- EBST – シント＝トロイデン/ブルステム飛行場 – シント＝トロイデン
- EBSU – サン＝テュベール空軍基地（フランス語版、英語版） – サン＝テュベール（フランス語版、英語版）
- EBSW – シント＝ピータース＝リュー・ヘリポート – シント＝ピータース＝リュー（オランダ語版）
- EBTK – ティーレン/カステルレー・ヘリポート – カステルレー（オランダ語版）
- EBTN – グツェンホーフェン飛行場 – グツェンホーフェン（オランダ語版）
- EBTX – ヴェルヴィエ＝トゥ飛行場（フランス語版） – ヴェルヴィエ
- EBTY – モブレ飛行場（英語版） – モブレ（フランス語版）
- EBUB – エラスム病院（フランス語版、英語版） ヘリポート – アンデルレヒト
- EBUC – サン・リュック大学病院（フランス語版）ヘリポート – ヴォリュウェ＝サン＝ランベール
- EBUL – ウルセル空軍基地（オランダ語版、英語版） – ウルセル（オランダ語版）
- EBVE – ウーレ・ヘリポート（英語版） – フールネ（オランダ語版、英語版）
- EBVS – フルーネ/聖オーガスティヌス・ヘリポート（英語版） – フールネ
- EBVU – ロツェラール・ヘリポート – ロツェラール（オランダ語版、英語版）
- EBWA – ワーアスムンステル・ヘリポート – ワーアスムンステル（オランダ語版）
- EBWE – ウェールデ空軍基地 – ウェールデ（オランダ語版、英語版）
- EBWI – ウィンゲーネ・ヘリポート – ウィンゲーネ（オランダ語版）
- EBWZ – ウィンゲーネ/ズウェーフェゼーレ・ヘリポート – ウィンゲーネ
- EBYP – ヤン・イパーマン病院（オランダ語版）ヘリポート – イーペル
- EBZH (QHA) – キーヴィット飛行場（オランダ語版、英語版） – ハッセルト
- EBZI – ジンゲム・ヘリポート（英語版） – ジンゲム（オランダ語版）
- EBZM – ゾーメルゲム・ヘリポート – ゾーメルゲム（オランダ語版）
- EBZO – ゾンネベーケ/ザンドヴォールデ・ヘリポート – ザンドヴォールデ（オランダ語版）
- EBZR (OBL) – オーストマレ飛行場（オランダ語版、英語版） – ズーアーセル（英語版） / オーストマレ（オランダ語版、英語版）
- EBZU – ザイエンケルケ飛行場（オランダ語版、英語版） – ザイエンケルケ（オランダ語版）
- EBZW – ズワートバーグ飛行場（オランダ語版、英語版） – ヘンク

## ED ET – ドイツ
カテゴリと一覧も参照

### ED – 民間
- EDAB – バウツェン飛行場（ドイツ語版） – バウツェン
- EDAC (AOC) – ライプツィヒ・アルテンブルク空港（英語版） – アルテンブルク/ライプツィヒ
- EDAD – デッサウ飛行場（ドイツ語版） – デッサウ
- EDAE – アイゼンヒュッテルシュタット飛行場（ドイツ語版） – アイゼンヒュッテンシュタット
- EDAG – グロースリュッカースヴァルデ飛行場（ドイツ語版） – グロースリュッカースヴァルデ（ドイツ語版） / マリーエンベルク（ドイツ語版）
- EDAH (HDF) – ヘリングスドルフ空港（ドイツ語版） – ヘリングスドルフ（英語版）
- EDAI – ゼーゲレッツ飛行場（ドイツ語版） – ノイシュタット（ドイツ語版）
- EDAJ – ゲーラ＝レウムニッツ飛行場（ドイツ語版） – ゲーラ
- EDAK – グローセンハイン飛行場（ドイツ語版） – グローセンハイン（ドイツ語版）
- EDAM – メルゼブルク飛行場（ドイツ語版） – メルゼブルク（ドイツ語版）
- EDAN – ノイシュタット＝グレヴェ飛行場（ドイツ語版） – ノイシュタット＝グレヴェ（ドイツ語版）
- EDAO – ノルトハウゼン飛行場（ドイツ語版） – ノルトハウゼン
- EDAP – コトブス/ノイウハウゼン飛行場（ドイツ語版） – コトブス / ノイウハウゼン/シュプレー（ドイツ語版）
- EDAQ – ハレ＝オッピン飛行場（ドイツ語版） – オッピン（ドイツ語版） / ハレ
- EDAR – ピルナ＝プラッツシュヴィッツ飛行場（ドイツ語版） – ピルナ（ドイツ語版）
- EDAS – フィンスターヴァルデ＝ハインリッヒスルー飛行場（ドイツ語版） – フィンスターヴァルデ（ドイツ語版）
- EDAT – ナルト飛行場（ドイツ語版） – ホイエルスヴェルダ
- EDAU – リーザ＝ゲーリス飛行場（ドイツ語版） – リーザ（ドイツ語版）
- EDAV – エーベルスヴァルデ・フィンオー飛行場（ドイツ語版） – フィンオー（英語版）
- EDAW – レープニッツ＝ロイッチョラ飛行場（ドイツ語版） – レープニッツ（ドイツ語版）
- EDAX – ミューリッツ・エアパーク飛行場（ドイツ語版） – レヒリン（英語版）
- EDAY (QPK) – シュトラウスベルク飛行場（ドイツ語版） – シュトラウスベルク
- EDAZ – シェーンハーゲン飛行場（ドイツ語版） – トレッビン（ドイツ語版）
- EDBA – アルンシュタット＝アルケルスレーベン飛行場（ドイツ語版） –　アルケルスレーベン（ドイツ語版） / オストハウゼン＝ヴュルファースハウゼン（ドイツ語版）
- EDBC (CSO) – マグデブルク＝コッホシュテット空港（ドイツ語版） – マクデブルク
- EDBE – ブランデンブルク/ミューレンフェルト飛行場（ドイツ語版） – ブランデンブルク・アン・デア・ハーフェル
- EDBF – フェールベリン飛行場（ドイツ語版） – フェールベリン（ドイツ語版）
- EDBG – ブルク飛行場（ドイツ語版） – ブルク（ドイツ語版）
- EDBG (GWW) – ガートー飛行場（ドイツ語版） – ガートー（ドイツ語版） (民間航空は1994年に撤退)
- EDBH (BBH) – シュトラールズント＝バルト空港（ドイツ語版） – バルト（ドイツ語版）, メクレンブルク＝フォアポンメルン州
- EDBI – ツヴィッカウ飛行場（ドイツ語版） – ツヴィッカウ
- EDBJ – イェーナ＝シェーングライナ飛行場（ドイツ語版） – シェーングライナ（ドイツ語版） / イェーナ
- EDBK – キューリッツ飛行場（ドイツ語版） – キューリッツ（ドイツ語版）
- EDBL – ラウハ飛行場（ドイツ語版） – ラウハ・アン・デア・ウンストルート（ドイツ語版）
- EDBM (ZMG) – マクデブルク飛行場（ドイツ語版） – マクデブルク
- EDBN (FNB) – ノイブランデンブルク空港 – ノイブランデンブルク
- EDBO – エーナ飛行場（ドイツ語版） – ニーダーゲルスドルフ（ドイツ語版）
- EDBP – ピノ飛行場（ドイツ語版） – ピノ（ドイツ語版）
- EDBQ – ブロンコウ飛行場（ドイツ語版） – ルッカイッツ（ドイツ語版） / ブロンコウ（ドイツ語版）
- EDBR – ローテンブルク/ゲルリッツ飛行場（ドイツ語版） – ローテンブルク/オーバーラウジッツ（ドイツ語版） / ゲルリッツ
- EDBS – ゼンマーダー＝ダームスドルフ飛行場（ドイツ語版） – ゼンマーダー（ドイツ語版）
- EDBT – アルシュテット飛行場（ドイツ語版） – アルシュテット（ドイツ語版）
- EDBU – プリッツヴァルク＝ソンメルベルグ飛行場（ドイツ語版） – プリッツヴァルク（ドイツ語版）
- EDBV – シュトラールズント飛行場（ドイツ語版） – シュトラールズント
- EDBW – ヴェルヌヘン飛行場（ドイツ語版） – ヴェルヌヘン（ドイツ語版）
- EDBX – ゲルリッツ飛行場（ドイツ語版） – ゲルリッツ
- EDBY – シュモルドウ飛行場（ドイツ語版） – バンデリン（ドイツ語版）
- EDBZ – シュヴァルツハイデ＝シプカウ飛行場（ドイツ語版） – シュヴァルツハイデ（ドイツ語版） / シプカウ（ドイツ語版）
- EDCA – アンクラム飛行場（ドイツ語版） – アンクラム
- EDCB – バレンシュテット飛行場（ドイツ語版） – バレンシュテット（ドイツ語版）
- EDCD (CBU) – コトブス＝ドレヴィッツ飛行場（ドイツ語版） – コトブス （2020年に閉場）
- EDCE – エッガースドルフ飛行場（ドイツ語版） – ミュンヒェベルク（ドイツ語版）
- EDCF – フリーダースドルフ飛行場（ドイツ語版） – フリーダースドルフ（ドイツ語版）
- EDCG – リューゲン飛行場（ドイツ語版） – ベルゲン・アウフ・リューゲン（ドイツ語版）
- EDCH – シュプロッセン飛行場（ドイツ語版） – レームスドルフ（ドイツ語版）
- EDCI – クリックス飛行場（ドイツ語版） – バウツェン
- EDCJ – ケムニッツ＝ヤーンスドルフ飛行場（ドイツ語版） – ヤーンスドルフ / エルツゲープ（ドイツ語版） / ケムニッツ
- EDCK – ケーテン飛行場（ドイツ語版） – ケーテン
- EDCL – クリーツ/シャルリッベ飛行場（ドイツ語版） – クリーツ（ドイツ語版） / シャルリッベ（ドイツ語版）
- EDCM – カーメンツ飛行場（ドイツ語版） – カーメンツ（ドイツ語版）
- EDCO – オーバーメーラー＝シュロトハイム飛行場（ドイツ語版） – オーバーメーラー（ドイツ語版） / シュロトハイム（ドイツ語版）
- EDCP – ペーネミュンデ飛行場（ドイツ語版） – ペーネミュンデ（ドイツ語版）
- EDCQ – アッシャースレーベン飛行場（ドイツ語版） – アッシャースレーベン（ドイツ語版）
- EDCR – レリク＝ツヴェエードルフ飛行場（ドイツ語版） – レリク（ドイツ語版）
- EDCS – ザールムント飛行場（ドイツ語版） – ザールムント（ドイツ語版）
- EDCT – タウハ飛行場（ドイツ語版） – タウハ（ドイツ語版）
- EDCU – ギュストロー飛行場（ドイツ語版） – ギュストロー（ドイツ語版）
- EDCV – パーゼヴァルク飛行場（ドイツ語版） – パーゼヴァルク（ドイツ語版）
- EDCW – ヴィスマール飛行場（ドイツ語版） – ヴィスマール
- EDCX – プルクスホーフ飛行場（ドイツ語版） – レーファースハーゲン（ドイツ語版） / ロストック
- EDCY – ヴェルッツォフ飛行場（ドイツ語版） – ヴェルッツォフ（ドイツ語版）
- EDDB (BER) – ベルリン・ブランデンブルク国際空港 – ベルリン（2020の再開港以前の名称はベルリン・シェーネフェルト空港。当時のIATAコードは SXF)
- EDDC (DRS) – ドレスデン空港 – ドレスデン
- EDDE (ERF) – エアフルト・ヴァイマル空港（ドイツ語版） – エアフルト
- EDDF (FRA) – フランクフルト空港 – フランクフルト・アム・マイン
- EDDG (FMO) – ミュンスター・オスナブリュック国際空港 – グレーヴェン
- EDDH (HAM) – ハンブルク空港 – ハンブルク
- EDDI (THF) – ベルリン・テンペルホーフ空港 (2008年に廃港) – ベルリン
- EDDK (CGN) – ケルン・ボン空港 – ケルン /ボン
- EDDL (DUS) – デュッセルドルフ空港 – デュッセルドルフ
- EDDM (MUC) – ミュンヘン空港 (フランツ・ヨーゼフ・シュトラウス国際空港) – ミュンヘン
- EDDN (NUE) – ニュルンベルク空港 – ニュルンベルク
- EDDP (LEJ) – ライプツィヒ・ハレ空港 – ライプツィヒ /ハレ
- EDDR (SCN) – ザールブリュッケン空港 – ザールブリュッケン
- EDDS (STR) – シュトゥットガルト空港 – シュトゥットガルト
- EDDT (TXL) – ベルリン・テーゲル空港（2020年に廃港）– ベルリン
- EDDV (HAJ) – ハノーファー空港 – ハノーファー
- EDDW (BRE) – ブレーメン空港 – ブレーメン
- EDEB – バート・ランゲンザルツァ飛行場（ドイツ語版） – バート・ランゲンザルツァ（ドイツ語版）
- EDEF – バーベンハウゼン 飛行場（ドイツ語版） – バーベンハウゼン
- EDEG – ゴータ＝オースト飛行場（ドイツ語版） – ゴータ
- EDEH – ヘレンタイヒ飛行場（ドイツ語版） – ホッケンハイム
- EDEL – ランゲンロンスハイム飛行場（ドイツ語版） – ランゲンロンスハイム（ドイツ語版）
- EDEM – モーゼンベルク飛行場（ドイツ語版） – ホムベルク
- EDEN – バート・ヘルスフェルト飛行場（ドイツ語版） – バート・ヘルスフェルト
- EDEP – ヘッペンハイム飛行場（ドイツ語版） – ヘッペンハイム
- EDEQ – ミュールハウゼン飛行場（ドイツ語版） – ミュールハウゼン（ドイツ語版）
- EDER – ヴァッサークッペ飛行場（ドイツ語版） – ヴァッサークッペ
- EDEW – ヴァルデュルン飛行場（ドイツ語版） – ヴァルデュルン
- EDFA – アンスパハ/タウヌス飛行場（ドイツ語版） – ノイ＝アンスパハ
- EDFB – ライヒェルスハイム飛行場（ドイツ語版） – ライヒェルスハイム
- EDFC – アシャッフェンブルク飛行場（ドイツ語版） – アシャッフェンブルク
- EDFD – バート・ノイシュタット/ザーレ＝グラスベルク飛行場（ドイツ語版） – バート・ノイシュタット・アン・デア・ザーレ（ドイツ語版）
- EDFE (QEF) – フランクフルト・エーゲルスバッハ飛行場（ドイツ語版） – フランクフルト・アム・マイン
- EDFG – ゲルンハウゼン飛行場（ドイツ語版） – ゲルンハウゼン
- EDFH (HHN) – フランクフルト・ハーン空港 – ハーン（英語版） / ラウッツェンハウゼン（ドイツ語版）
- EDFI – ヒルツェンハイン飛行場（ドイツ語版） – エッシェンブルク
- EDFJ – ラーガー・ハンメルブルク飛行場（ドイツ語版） – ハンメルブルク（ドイツ語版）
- EDFK – バート・キッシンゲン飛行場（ドイツ語版） – バート・キッシンゲン（ドイツ語版）
- EDFL – ギーセン＝リュツェリンデン飛行場（ドイツ語版） – ギーセン / リュツェリンデン（ドイツ語版）
- EDFM (MHG) – マンハイム・シティ飛行場（ドイツ語版） – マンハイム
- EDFN – マールブルク＝シェーンシュタット飛行場（ドイツ語版） – ケルベ
- EDFO – ミヒェルシュタット飛行場（ドイツ語版） – ミヒェルシュタット
- EDFP – オーバー＝メルレン飛行場（ドイツ語版） – オーバー＝メルレン
- EDFQ – アレンドルフ/エーダー飛行場（ドイツ語版） – アレンドルフ
- EDFR – ローテンブルク・オプ・デア・タウバー飛行場（ドイツ語版） – ローテンブルク・オプ・デア・タウバー
- EDFS – シュヴァインフルト南飛行場（ドイツ語版） – シュヴァインフルト
- EDFT – ラウターバッハ飛行場（ドイツ語版） – ラウターバッハ
- EDFU – マインブラウ飛行場（ドイツ語版） – ミルテンベルク
- EDFV – ヴォルムス飛行場（ドイツ語版） – ヴォルムス
- EDFW – ヴュルツブルク＝シェンケントゥルム飛行場（ドイツ語版） – ヴュルツブルク
- EDFX – ホッケンハイム飛行場（ドイツ語版） – ホッケンハイム
- EDFY – エルツ飛行場（ドイツ語版） – エルツ
- EDFZ – マインツ・フィンテン飛行場（ドイツ語版） – マインツ
- EDGA – アイラートヘン飛行場（ドイツ語版） – ヴェスターブルク
- EDGB – ブライトシャイト飛行場（ドイツ語版） – ブライトシャイト
- EDGE – アイゼナッハ＝キンデル飛行場（ドイツ語版） – ヘルゼルベルグ＝ハイニッヒ（英語版）
- EDGF – フルダ＝ヨッサ飛行場（ドイツ語版） – ヨッサ（ドイツ語版） / フルダ
- EDGH – ヘットシュタット飛行場（ドイツ語版） – ヘットシュタット
- EDGI – インゲルフィンゲン＝ビュールホフ飛行場（ドイツ語版） – インゲルフィンゲン
- EDGJ – オクセンフルト飛行場（ドイツ語版） – オクセンフルト
- EDGK – コルバッハ飛行場（ドイツ語版） – コルバッハ
- EDGM – モースバッハ＝ロールバッハ飛行場（ドイツ語版） – モースバッハ
- EDGO – エートハイム・ヘリポート – エートハイム
- EDGP – オッペンハイム飛行場（ドイツ語版） – オッペンハイム
- EDGQ – シャメーダー飛行場（ドイツ語版） – シャメーダー（ドイツ語版）
- EDGR – ギーセン＝ライスキルヒェン飛行場（ドイツ語版） – ギーセン / ライスキルヒェン
- EDGS (SGE) – ジーガーラント空港（ドイツ語版） – ブールバッハ
- EDGT – ボッテンホルン飛行場（ドイツ語版） – バート・エントバッハ
- EDGU – ウンターシュープフ飛行場（ドイツ語版） – ウンターシュープフ（ドイツ語版）
- EDGW – ヴォルフハーゲン＝グラナー山飛行場（ドイツ語版） – ヴォルフハーゲン
- EDGX – ヴァルドルフ飛行場（ドイツ語版） – ヴァルドルフ
- EDGY (KZG) – キッツィンゲン飛行場（ドイツ語版） – キッツィンゲン（ドイツ語版）
- EDGZ – ヴァインハイム/ベルクシュトラーセ飛行場（ドイツ語版） – ヴァインハイム
- EDHA – アールホルン飛行場（ドイツ語版） – グローセンクネテン（ドイツ語版）
- EDHB – グルーベ飛行場（ドイツ語版） – グルーベ（ドイツ語版）
- EDHC – リュッホ＝レーベック飛行場（ドイツ語版） – リュッホ（ドイツ語版）
- EDHD – アイヒスフェルト飛行場（ドイツ語版） – ハイルバート・ハイリゲンシュタット（ドイツ語版）
- EDHE – ユーテルゼン飛行場（ドイツ語版） – ハイスト（英語版）
- EDHF – イツェホー/ハングリガー・ヴルフ飛行場（ドイツ語版） – イツェホー（ドイツ語版） / ホーエンロックシュテット（ドイツ語版）
- EDHG – リューネブルク飛行場（ドイツ語版） – リューネブルク
- EDHI (XFW) – ハンブルク・フィンケンヴェルダー飛行場（ドイツ語版） – ハンブルク （エアバス専用飛行場）
- EDHK (KEL) – キール飛行場（ドイツ語版） – キール
- EDHL (LBC) – リューベック空港（ドイツ語版） – リューベック
- EDHM – ハルテンホルム飛行場（ドイツ語版） – ハルテンホルム（ドイツ語版）
- EDHN – ノイミュンスター飛行場（ドイツ語版） – ノイミュンスター
- EDHO – アーレンローエ飛行場（ドイツ語版） – トルネッシュ（ドイツ語版）
- EDHP – ペルヴォルム飛行場（ドイツ語版） – ペルヴォルム島
- EDHS – シュターデ飛行場（ドイツ語版） – シュターデ
- EDHU – ラウエンブリュック飛行場（ドイツ語版） – ラウエンブリュック
- EDHW – ヴァルシュテット飛行場（ドイツ語版） – ヴァルシュテット（ドイツ語版）
- EDIU (HDB) – ハイデルベルク空港（英語版） – ハイデルベルク
- EDJA (FMM) – メミンゲン空港（英語版） – メミンゲン
- EDJG – グラーベンシュテット飛行場（ドイツ語版） – グラーベンシュテット（ドイツ語版）
- EDKA (AAH) – アーヘン＝メルツブリュック飛行場（ドイツ語版） – アーヘン
- EDKB – ボン/ハンゲラー飛行場（ドイツ語版） – ザンクト・アウグスティン（ドイツ語版）
- EDKD – アルテナ＝ヘーゲンシャイト飛行場（ドイツ語版） – イーザーローン / アルテナ
- EDKF – ベルクノイシュタット＝アウフ・デム・デュンペル飛行場（ドイツ語版） – ベルクノイシュタット（ドイツ語版）
- EDKH – ヒュンスボルン飛行場（ドイツ語版） – ヴェンデン
- EDKI – ベッツドルフ＝キルシェン飛行場（ドイツ語版） – ベッツドルフ
- EDKL – レーヴァークーゼン飛行場（ドイツ語版） – レーヴァークーゼン
- EDKM – メシェデ＝シューレン飛行場（ドイツ語版） – メシェデ
- EDKN – ヴィッパーフュルト＝ネイエ飛行場（ドイツ語版） – ヴィッパーフュルト（ドイツ語版）
- EDKO – ブリーロン/ホッホザウアーラント飛行場（ドイツ語版） – ブリーロン
- EDKP – プレッテンベルク＝ヒューイングハウゼン飛行場（ドイツ語版） – プレッテンベルク
- EDKR – シュマレンベルク＝レンネフェルト飛行場（ドイツ語版） – シュマレンベルク
- EDKU – アッテンドルン＝フィネントロプ飛行場（ドイツ語版） – フィネントロプ
- EDKV – ダーレム・ビンツ飛行場（ドイツ語版） – ダーレム（ドイツ語版）
- EDKW – ヴェルドール＝キュントロップ飛行場（ドイツ語版） – ヴェルドール
- EDKZ – マイネルツハーゲン飛行場（ドイツ語版） – マイネルツハーゲン
- EDLA – アルンスベルク＝メンデン飛行場（ドイツ語版） – アルンスベルク / メンデン
- EDLB – ボルケンベルゲ飛行場（ドイツ語版） – リューディングハウゼン
- EDLC – カンプ＝リントフォルト飛行場（ドイツ語版） – カンプ＝リントフォルト（ドイツ語版）
- EDLD – ディンスラーケン/シュヴァルツェ・ハイデ（ドイツ語版） – ヒュンクセ（ドイツ語版）
- EDLE (ESS) – エッセン/ミュールハイム飛行場（ドイツ語版） – ミュールハイム・アン・デア・ルール
- EDLF – グレーフラート＝ニーアスホースト飛行場（ドイツ語版） – グレーフラート（ドイツ語版）
- EDLG – ゴッホ＝アスペルデン飛行場（ドイツ語版） – ゴッホ（ドイツ語版） / アスペルデン（ドイツ語版）
- EDLH – ハム＝リッペウィーゼン飛行場（ドイツ語版） – ハム
- EDLI – ビーレフェルト飛行場（ドイツ語版） – ビーレフェルト
- EDLJ – デトモルト飛行場（ドイツ語版） – デトモルト
- EDLK (QKF) – クレーフェルト＝エーゲルスベルク飛行場（ドイツ語版） – クレーフェルト
- EDLM – マール＝ローエミューレ飛行場（ドイツ語版） – マール
- EDLN (MGL) – メンヒェングラートバッハ飛行場（ドイツ語版） – メンヒェングラートバッハ
- EDLO – エルリングハウゼン飛行場（ドイツ語版） – エルリングハウゼン
- EDLP (PAD) – パーダーボルン/リップシュタット空港（ドイツ語版） – パーダーボルン / リップシュタット
- EDLR – パーダーボルン＝ハクスターベルク飛行場（ドイツ語版） – パーダーボルン
- EDLS – シュタットローン＝ヴレーデン飛行場（ドイツ語版） – シュタットローン（英語版）
- EDLT – ミュンスター＝テルクテ飛行場（ドイツ語版） – テルクテ
- EDLV (NRN) – ヴェーツェ空港 – ヴェーツェ（英語版） (愛称：ニーダーライン空港)
- EDLW (DTM) – ドルトムント空港 – ドルトムント
- EDLX – ヴェセル＝レーマーヴェルト飛行場（ドイツ語版） – ヴェセル（英語版）
- EDLY – ボルケン＝ホックフェルト飛行場（ドイツ語版） – ボルケン（ドイツ語版）
- EDLZ – ゾースト＝バート・ザッセンドルフ飛行場（ドイツ語版） – ゾースト / バート・ザッセンドルフ
- EDMA (AGB) – アウクスブルク飛行場（ドイツ語版） – アウクスブルク
- EDMB – ビーベラハ・アン・デア・リス飛行場（ドイツ語版） – ビーベラハ・アン・デア・リス（ドイツ語版）
- EDMC – ブラウボイレン飛行場（ドイツ語版） – ブラウボイレン（ドイツ語版）
- EDMD – ダッハウ＝グレーベンリート飛行場（ドイツ語版） – ダッハウ
- EDME – エッゲンフェルデン飛行場（ドイツ語版） –  エッゲンフェルデン（ドイツ語版）
- EDMF – フュルステンツェル飛行場（ドイツ語版） – フュルステンツェル（ドイツ語版）
- EDMG – ギュンツブルク＝ドナウリート飛行場（ドイツ語版） – ギュンツブルク
- EDMH – グンツェンハウゼン＝ロイトベルク飛行場（ドイツ語版） – グンツェンハウゼン
- EDMI – イラーティッセン飛行場（ドイツ語版） – イラーティッセン（ドイツ語版）
- EDMJ – イェゼンヴァング飛行場（ドイツ語版） – イェゼンヴァング（ドイツ語版）
- EDMK – ケンプテン＝ドゥラッハ飛行場（ドイツ語版） – ケンプテン
- EDML – ランツフート飛行場（ドイツ語版） – ランツフート
- EDMN – ミンデルハイム＝マットシエス飛行場（ドイツ語版） – ミンデルハイム（ドイツ語版）
- EDMO (OBF) – オーバープファッフェンホーフェン飛行場（ドイツ語版） – オーバープファッフェンホーフェン（英語版）
- EDMP – フィルスビーブルク飛行場（ドイツ語版） – フィルスビーブルク（ドイツ語版）
- EDMQ – ドナウヴェルト＝ゲンダーキンゲン（ドイツ語版） – ドナウヴェルト / ゲンダーキンゲン
- EDMS (RBM) – シュトラウビング＝ヴァルミューレ空港（ドイツ語版） – シュトラウビング
- EDMT – タンハイム飛行場（ドイツ語版） – タンハイム（英語版）
- EDMU – グンデルフィンゲン飛行場（ドイツ語版） – グンデルフィンゲン・アン・デア・ドナウ
- EDMV – フィルスホーフェン飛行場（ドイツ語版） – フィルスホーフェン・アン・デア・ドナウ（ドイツ語版）
- EDMW – デッゲンドルフ飛行場（ドイツ語版） – デッゲンドルフ（ドイツ語版）
- EDMY – ミュールドルフ飛行場（ドイツ語版） – ミュールドルフ・アム・イン（ドイツ語版）
- EDNA – アムプフィング＝ヴァルトクライブルク飛行場（ドイツ語版） – アムプフィング（ドイツ語版）
- EDNB – アルンブルック飛行場（ドイツ語版） – アルンブルック（ドイツ語版）
- EDNC – バイルングリース飛行場（ドイツ語版） – バイルングリース
- EDND – ディンケルスビュール＝ジンブロン飛行場（ドイツ語版） – ディンケルスビュール
- EDNE – エルバッハ飛行場（ドイツ語版） – エルバッハ
- EDNF – エルゼンタール＝グラーフェナウ飛行場（ドイツ語版） – グラーフェナウ（ドイツ語版）
- EDNG – ギンゲン/ブレンツ飛行場（ドイツ語版） – ギンゲン・アン・デア・ブレンツ
- EDNH – バート・ヴェリスホーフェン北飛行場（ドイツ語版） – バート・ヴェリスホーフェン（ドイツ語版）
- EDNI – ベルヒング飛行場（ドイツ語版） – ベルヒング（ドイツ語版）
- EDNJ – ノイブルク＝エーグヴァイル飛行場（ドイツ語版） – ノイブルク・アン・デア・ドナウ
- EDNK – キルヒドルフ/イン飛行場（ドイツ語版） – キルヒドルフ・アム・イン（ドイツ語版）
- EDNL – ロイトキルヒェ＝ウンターツァイル飛行場（ドイツ語版） – ロイトキルヒェ・イム・アルゴイ（ドイツ語版）
- EDNM – ニッテナウ＝ブルック飛行場（ドイツ語版） – ニッテナウ（ドイツ語版）
- EDNO – ネルトリンゲン飛行場（ドイツ語版） – ネルトリンゲン
- EDNP – プファルキルヒェン飛行場（ドイツ語版） – プファルキルヒェン（ドイツ語版）
- EDNQ – ボプフィンゲン飛行場（ドイツ語版） – ボプフィンゲン
- EDNR – レーゲンスブルク＝オーバーフープ飛行場（ドイツ語版） – レーゲンシュタウフ（ドイツ語版） / レーゲンスブルク
- EDNS – シュヴァープミュンヘン飛行場（ドイツ語版） – シュヴァープミュンヘン
- EDNT – トロイヒトリンゲン＝ブーベンハイム飛行場（ドイツ語版） – トロイヒトリンゲン
- EDNU – タンンハウゼン飛行場（ドイツ語版） – タンンハウゼン（ドイツ語版）
- EDNV – フォーグタロイト飛行場（ドイツ語版） – フォーグタロイト（ドイツ語版）
- EDNW – ヴァイセンホルン飛行場（ドイツ語版） – ヴァイセンホルン（ドイツ語版）
- EDNX – シュライスハイム飛行場（ドイツ語版） – オーバーシュライスハイム（ドイツ語版）
- EDNY (FDH) – フリードリヒスハーフェン空港 – フリードリヒスハーフェン
- EDNZ – ツェル＝ハイトベルク飛行場（ドイツ語版） – ツェル・イム・フィヒテルゲビルゲ
- EDOA – アウエルバッハ飛行場（ドイツ語版） – アウエルバッハ/フォークトラント（ドイツ語版）
- EDOB – バート・ベルカ飛行場（ドイツ語版） – バート・ベルカ（ドイツ語版）
- EDOC – ガルデレーゲン飛行場（ドイツ語版） – ガルデレーゲン（ドイツ語版）
- EDOD – ラインスドルフ飛行場（ドイツ語版） – ラインスドルフ（ドイツ語版）
- EDOE – ベーレン飛行場（ドイツ語版） – ベーレン（ドイツ語版）
- EDOF – バート・フランケンハウゼン飛行場（ドイツ語版） – バート・フランケンハウゼン/キフホイザー（ドイツ語版）
- EDOG – トルガウ＝バイルローデ飛行場（ドイツ語版） – トルガウ / バイルローデ（ドイツ語版）
- EDOH – ラングヘナースドルフ飛行場（ドイツ語版） – オーバーシェーナ（ドイツ語版）
- EDOI – ビーネンファーム飛行場（ドイツ語版） – パウリネナウ（ドイツ語版）
- EDOJ – リュッセ飛行場（ドイツ語版） – リュッセ（ドイツ語版） / バート・ベルツィヒ
- EDOK – ルドルシュタット＝グロシュヴィッツ飛行場（ドイツ語版） – ルドルシュタット（ドイツ語版）
- EDOL – オシャースレーベン飛行場（ドイツ語版） – オシャースレーベン
- EDOM – クライン・ミューリンゲン飛行場（ドイツ語版） – クラインミューリンゲン（ドイツ語版）
- EDON – ノイハーデンベルク飛行場（ドイツ語版） – ノイハーデンベルク（ドイツ語版） (かつてのマルクスヴァルデ空軍基地跡)
- EDOP (SZW) – シュヴェリン＝パルヒム国際空港（ドイツ語版） – パルヒム（ドイツ語版）
- EDOQ – オーシャッツ飛行場（ドイツ語版） – オーシャッツ（ドイツ語版）
- EDOR – シュテルン/リノウ飛行場（ドイツ語版） – リノウ（ドイツ語版）
- EDOS – ペネヴィッツ飛行場（ドイツ語版） – ペネヴィッツ（ドイツ語版）
- EDOT – グライツ＝オーベルグロッホリッツ飛行場（ドイツ語版） – グライツ
- EDOU – ヴァイマル＝ウンプファーシュテット飛行場（ドイツ語版） – ヴァイマル
- EDOV – シュテンダール＝ボーステル飛行場（ドイツ語版） – シュテンダール（ドイツ語版）
- EDOW – ヴァーレン/フィーリスト飛行場（ドイツ語版） – ヴァーレン（ミュリッツ）（ドイツ語版） / フィーリスト（ドイツ語版）
- EDOX – レンネリッツ飛行場（ドイツ語版） – ザンデルスドルフ＝ブレーナ（ドイツ語版）
- EDOZ – シェーネベック＝ツァックミュンデ飛行場（ドイツ語版） – シェーネベック（エルベ）（ドイツ語版）
- EDPA – アーレン＝ネーレスハイム/エルヒンゲン飛行場（ドイツ語版） – ネーレスハイム / エルヒンゲン（ドイツ語版）
- EDPB – バート・ディッツェンバッハ飛行場（ドイツ語版） – バート・ディッツェンバッハ
- EDPC – バート・エンドルフ/ヨリング飛行場（ドイツ語版） – バート・エンドルフ（ドイツ語版）
- EDPD – ディンゴルフィング飛行場（ドイツ語版） – ディンゴルフィング（ドイツ語版）
- EDPE – アイヒシュテット飛行場（ドイツ語版） – アイヒシュテット
- EDPF – シュヴァンドルフ飛行場（ドイツ語版） – シュヴァンドルフ（ドイツ語版）
- EDPG – グリーザウ飛行場（ドイツ語版） – プファター（ドイツ語版）
- EDPH – シュヴァーバッハ＝ビューヒェンバッハ飛行場（ドイツ語版） – シュヴァーバッハ / ビューヒェンバッハ
- EDPI – モースブルク・アン・デア・キッペ飛行場（ドイツ語版） – モースブルク・アン・デア・イザール（ドイツ語版）
- EDPJ – ライヒンゲン飛行場（ドイツ語版） – ライヒンゲン（ドイツ語版）
- EDPK – シェーンベルク飛行場（ドイツ語版） – キーンベルク（ドイツ語版）
- EDPM – ドンツドルフ飛行場（ドイツ語版） – ドンツドルフ
- EDPO – ノイマルクト/Opf.飛行場（ドイツ語版） – ノイマルクト・イン・デア・オーバープファルツ（ドイツ語版）
- EDPQ – シュミットガーデン飛行場（ドイツ語版） – シュミットガーデン（ドイツ語版）
- EDPS – ゾンネン飛行場（ドイツ語版） – ゾンネン（ドイツ語版）
- EDPT – ゲルシュテッテン飛行場（ドイツ語版） – ゲルシュテッテン
- EDPU – バルトロメ＝アマーリェンホーフ飛行場（ドイツ語版） – バルトロメ
- EDPW – タールメッシング＝ヴァイツェンホーフェン飛行場（ドイツ語版） – タールメッシング
- EDPY – エルヴァンゲン飛行場（ドイツ語版） – エルヴァンゲン
- EDPZ – パターツェル飛行場（ドイツ語版） – パターツェル（ドイツ語版）
- EDQA – バンベルク＝ブライテナウ飛行場（ドイツ語版） – バンベルク
- EDQB – バート・ヴィンツハイム飛行場（ドイツ語版） – バート・ヴィンツハイム（ドイツ語版）
- EDQC – コーブルク＝ブランデンシュタイン平原飛行場（ドイツ語版） – コーブルク
- EDQD (BYU) – バイロイト飛行場（ドイツ語版） – バイロイト
- EDQE – フォイアーシュタイン城飛行場（ドイツ語版） – エーバーマンシュタット
- EDQF – アンスバッハ＝ペータースドルフ飛行場（ドイツ語版） – ペータースドルフ（ドイツ語版） / アンスバッハ
- EDQG – ギーベルシュタット飛行場（ドイツ語版） – ギーベルシュタット
- EDQH – ヘルツォーゲンアウラハ飛行場（ドイツ語版） – ヘルツォーゲンアウラハ
- EDQI – ラウフ＝リリングホフ飛行場（ドイツ語版） – シュナイッタッハ（ドイツ語版）
- EDQK – クルムバッハ飛行場（ドイツ語版） – クルムバッハ
- EDQL – リヒテンフェルス飛行場（ドイツ語版） – リヒテンフェルス
- EDQM (HOQ) – ホーフ・プラウエン飛行場（ドイツ語版） – ホーフ /プラウエン
- EDQN – ノイシュタット/アイシュ飛行場（ドイツ語版） – ノイシュタット・アン・デア・アイシュ（ドイツ語版）
- EDQO – オッテングリューナー・ハイデ飛行場（ドイツ語版） – ヘルムブレヒツ
- EDQP – ロイゼンタール＝フィールト・プレッセン飛行場（ドイツ語版） – シュパイヒャースドルフ
- EDQR – エーバーン＝ゼンデルバッハ飛行場（ドイツ語版） – エーバーン（ドイツ語版） / ゼンデルバッハ（ドイツ語版）
- EDQS – ズール＝ゴールドラウター・ハイダースバッハ飛行場（ドイツ語版） – ズール / ゴールドラウター・ハイダースバッハ（ドイツ語版）
- EDQT – ハスフルト＝シュヴァインフルト飛行場（ドイツ語版） – ハスフルト（ドイツ語版） / シュヴァインフルト
- EDQW – ヴァイデン/オーバープファルツ飛行場（ドイツ語版） – ヴァイデン・イン・デア・オーバープファルツ
- EDQX – ヘッツレーザー山飛行場（ドイツ語版） – ノインキルヒェン・アム・ブラント
- EDQY – コーブルク＝シュタインリュッケン飛行場（ドイツ語版） – コーブルク
- EDQZ – ペグニッツ＝ツィップサー山飛行場（ドイツ語版） – ペグニッツ
- EDRA – バート・ノイェンアール＝アールヴァイラー飛行場（ドイツ語版） – バート・ノイェンアール＝アールヴァイラー
- EDRB (BBJ) – ビットブルク飛行場（ドイツ語版） – ビットブルク
- EDRC – マルピンゲン飛行場（ドイツ語版） – マルピンゲン（ドイツ語版）
- EDRD – ノイマゲン＝ダオン飛行場（ドイツ語版） – ノイマゲン＝ダオン（ドイツ語版）
- EDRE – メンディヒ飛行場（ドイツ語版） – メンディヒ（かつてのメンディヒ陸軍飛行場跡 [ETHM]）
- EDRF – バート・デュルクハイム飛行場（ドイツ語版） – バート・デュルクハイム
- EDRG – イダー＝オーバーシュタイン/ゲトシート飛行場（ドイツ語版） – イダー＝オーバーシュタイン
- EDRH - ホップシュテッテン＝ヴァイアースバッハ飛行場（ドイツ語版） – ホップシュテッテン＝ヴァイアースバッハ（ドイツ語版）
- EDRI – リンケンハイム飛行場（ドイツ語版） – リンケンハイム＝ホーホシュテッテン（ドイツ語版）
- EDRJ – ザールルイ＝デューレン飛行場（ドイツ語版） – ザールルイ / デューレン（ドイツ語版）
- EDRK – コブレンツ＝ヴィンニンゲン飛行場（ドイツ語版） – コブレンツ / ヴィンニンゲン（ドイツ語版）
- EDRL – シュパイエルドルフ飛行場（ドイツ語版） – ノイシュタット・アン・デア・ヴァインシュトラーセ
- EDRM – トラーベン＝トラーバッハ/モン・ロワイヤル飛行場（ドイツ語版） – トラーベン＝トラーバッハ
- EDRN – ナンハウゼン飛行場（ドイツ語版） – ナンハウゼン（ドイツ語版）
- EDRO – シュヴァイクホーフェン飛行場（ドイツ語版） – シュヴァイクホーフェン（ドイツ語版）
- EDRP – ピルマゼンス飛行場（ドイツ語版） – ピルマゼンス
- EDRQ – イムスヴァイラー飛行場（ドイツ語版） – イムスヴァイラー（ドイツ語版）
- EDRS – バート・ゾーベルンハイム＝ドンベルク飛行場（ドイツ語版） – バート・ゾーベルンハイム（ドイツ語版）
- EDRT (ZQE) – トリーア＝フェーレン飛行場（ドイツ語版） – トリーア / フェーレン（ドイツ語版）
- EDRV – ヴェルスホーフェン/アイフェル飛行場（ドイツ語版） – ヴェルスホーフェン（ドイツ語版） / アイフェル
- EDRW – ディーアドルフ＝ヴィエナウ飛行場（ドイツ語版） – ディーアドルフ
- EDRX – ベックバッハ飛行場（ドイツ語版） – ベックバッハ（ドイツ語版）
- EDRY (ZQC) – シュパイアー飛行場（ドイツ語版） – シュパイアー
- EDRZ (ZQW) – ツヴァイブリュッケン飛行場（ドイツ語版） – ツヴァイブリュッケン（かつてのツヴァイブリュッケン空軍基地跡）
- EDSA – アルプシュタット＝ディーガーフェルト飛行場（ドイツ語版） – アルプシュタット（ドイツ語版）
- EDSB (FKB) – カールスルーエ・バーデン＝バーデン空港 – バーデン＝バーデン / カールスルーエ
- EDSE – ゲッピンゲン＝ベツゲンリエ飛行場（ドイツ語版） – ゲッピンゲン / ベツゲンリエ（ドイツ語版）
- EDSF – ヒュッテン＝ホッツェンヴァルト飛行場（ドイツ語版） – リッケンバッハ（ドイツ語版） / ホッツェンヴァルト（ドイツ語版）
- EDSG – グラーベンシュテッテン飛行場（ドイツ語版） – グラーベンシュテッテン（ドイツ語版）
- EDSH – バックナング＝ハイニンゲン飛行場（ドイツ語版） – バックナング
- EDSI – ビンディンゲン飛行場（ドイツ語版） – ヒルツィンゲン（ドイツ語版）
- EDSK – ケール＝ズントハイム飛行場（ドイツ語版） – ケール
- EDSL – ブルームベルク飛行場（ドイツ語版） – ブルームベルク（ドイツ語版）
- EDSN – ノイウハウゼン・オプ・エック飛行場（ドイツ語版） – ノイウハウゼン・オプ・エック（ドイツ語版）
- EDSO – グルイビンゲン＝ノーテル飛行場（ドイツ語版） – グルイビンゲン（ドイツ語版）
- EDSP – ポルトリンゲン飛行場（ドイツ語版） – ポルトリンゲン（ドイツ語版）
- EDSR – ラードルフツェル＝シュターリンゲン飛行場（ドイツ語版） – ボートマン＝ルートヴィヒスハーフェン（ドイツ語版） / ラードルフツェル（ドイツ語版）
- EDST – ハーンヴァイデ飛行場（ドイツ語版） – キルヒハイム・ウンター・テック
- EDSV – ヴェヒタースベルク空港（ドイツ語版） – ヴィルトベルク（ドイツ語版）
- EDSW – アルトドルフ＝ヴァルブルク飛行場（ドイツ語版） – エッテンハイム（ドイツ語版）
- EDSZ – ロットヴァイル＝ツェプフェンハン飛行場（ドイツ語版） – ロットヴァイル（ドイツ語版）
- EDTB – バーデン＝オース飛行場（ドイツ語版） – バーデン＝バーデン
- EDTC – ブルッフザール飛行場（ドイツ語版） – ブルッフザール
- EDTD (ZQL) – ドナウエッシンゲン＝フィリンゲン飛行場（ドイツ語版） – ドナウエッシンゲン
- EDTE – オイティンゲン飛行場（ドイツ語版） – オイティンゲン・イム・ゲウ（ドイツ語版）
- EDTF (QFB) – フライブルク飛行場（ドイツ語版） – フライブルク・イム・ブライスガウ
- EDTG – ブレームガルテン飛行場（ドイツ語版） – ハルトハイム・アム・ライン（ドイツ語版）
- EDTH – ホイバッハ飛行場（ドイツ語版） – ホイバッハ
- EDTK – ジンスハイム飛行場（ドイツ語版） – ジンスハイム
- EDTL (LHA) – ラール空港（ドイツ語版） – ラール/シュヴァルツヴァルト（ドイツ語版）
- EDTM – メンゲン＝ホーエンテンゲン飛行場（ドイツ語版） – メンゲン（ドイツ語版）
- EDTN – ナベルン/テック飛行場（ドイツ語版） – ナベルン（ドイツ語版） / キルヒハイム・ウンター・テック
- EDTO – オッフェンブルク飛行場（ドイツ語版） – オッフェンブルク
- EDTP – フレンドルフ飛行場（ドイツ語版） – フレンドルフ（ドイツ語版）
- EDTQ – パットンフィレ飛行場（ドイツ語版） – ルートヴィヒスブルク
- EDTR - ヘルテン＝ラインフェルデン飛行場（ドイツ語版） - ラインフェルデン（ドイツ語版）
- EDTS – シュヴェニンゲン・アム・ネッカー飛行場（ドイツ語版） – フィリンゲン＝シュヴェニンゲン（ドイツ語版）
- EDTU – ザウルガウ飛行場（ドイツ語版） – バート・ザウルガウ（ドイツ語版）
- EDTW – ヴィンツェルン＝シュランベルク飛行場（ドイツ語版） – フルーオルン＝ヴィンツェルン（ドイツ語版） / シュランベルク（ドイツ語版）
- EDTX – シュヴェービッシュ・ハル＝ヴェックリーデン飛行場（ドイツ語版） – シュヴェービッシュ・ハル
- EDTY – シュヴェービッシュ・ハル＝ヘッセンタール飛行場（ドイツ語版） – シュヴェービッシュ・ハル
- EDTZ – コンスタンツ飛行場（ドイツ語版） – コンスタンツ
- EDUA – シュテホー＝フェルヘーザー飛行場（ドイツ語版） – シュテホー＝フェルヘーザー（ドイツ語版）
- EDUC – ブラント飛行場（ドイツ語版） – ハルベ
- EDUF – ファルケンベルク＝レーンネヴィッツ飛行場（ドイツ語版） – ファルケンベルク/エルスター（ドイツ語版） / ミュールベルク/エルベ（ドイツ語版）
- EDUG – グランゼー飛行場（ドイツ語版） – グランゼー（ドイツ語版）
- EDUO – オーベルリスドルフ飛行場（ドイツ語版） – オーベルリスドルフ（ドイツ語版） / ルターシュタット・アイスレーベン
- EDUS – フィンスターヴァルデ/シャックスドルフ飛行場（ドイツ語版） – フィンスターヴァルデ（ドイツ語版） / リヒターフェルト＝シャックスドルフ（ドイツ語版）
- EDUW – トゥットウ飛行場（ドイツ語版） – トゥットウ（ドイツ語版）
- EDUZ – ツェルプスト飛行場（ドイツ語版） – ツェルプスト/アンハルト（ドイツ語版）
- EDVA – バート・ガンダースハイム飛行場（ドイツ語版） – バート・ガンダースハイム
- EDVC – ツェレ＝アーロー飛行場（ドイツ語版） – ツェレ
- EDVE (BWE) – ブラウンシュヴァイク＝ヴォルフスブルク空港（ドイツ語版） – ブラウンシュヴァイク
- EDVF – ブロムベルク＝ボルクハウゼン飛行場（ドイツ語版） – ブロムベルク / ボルクハウゼン（ドイツ語版）
- EDVG – メンゲリングハウゼン飛行場（ドイツ語版） – メンゲリングハウゼン（ドイツ語版）
- EDVH – ホーデンハーゲン飛行場（ドイツ語版） – ホーデンハーゲン（ドイツ語版）
- EDVI – ヘクスター＝ホルツミンデン飛行場（ドイツ語版） – ヘクスター / ホルツミンデン
- EDVJ – ザルツギッター＝シェーファーストゥール飛行場（ドイツ語版） – ザルツギッター
- EDVK (KSF) – カッセル＝カルデン空港（ドイツ語版） – カッセル
- EDVL – ヘーレベルク飛行場（ドイツ語版） – トレンデルブルク
- EDVM (ZNO) - ヒルデスハイム飛行場（ドイツ語版） - ヒルデスハイム
- EDVN – ノルトハイム飛行場（ドイツ語版） – ノルトハイム
- EDVQ – ヴィルシェ飛行場（ドイツ語版） – ヴィルシェ（ドイツ語版） / ギーフホルン（ドイツ語版）
- EDVR – リンテルン飛行場（ドイツ語版） – リンテルン
- EDVS – ザルツギッター＝ドリュッテ飛行場（ドイツ語版） – ザルツギッター
- EDVU – ユルツェン飛行場（ドイツ語版） – ユルツェン（ドイツ語版）
- EDVW – ハーメルン＝ピルモント飛行場（ドイツ語版） – バート・ピルモント
- EDVY – ポルタ・ヴェストファーリカ飛行場（ドイツ語版） – ポルタ・ヴェストファーリカ
- EDWB (BRV) – ブレーマーハーフェン＝ルネオルト飛行場（英語版） – ブレーマーハーフェン（2016年に廃港）
- EDWC – ダンメ飛行場（ドイツ語版） – ダンメ（ドイツ語版）
- EDWE (EME) – エムデン飛行場（ドイツ語版） – エムデン
- EDWF – レーア＝パーペンブルク飛行場（ドイツ語版） – パーペンブルク（ドイツ語版） / レーア
- EDWG – ヴァンガーオーゲ飛行場（ドイツ語版） – ヴァンガーオーゲ（ドイツ語版）
- EDWH – オルデンブルク＝ハッテン飛行場（ドイツ語版） – ハッテン（ドイツ語版） / オルデンブルク
- EDWI (WVN) – ヴィルヘルムスハーフェン“ジェイド・ヴェーザー飛行場”（ドイツ語版） – ヴィルヘルムスハーフェン
- EDWJ – ユイスト飛行場（ドイツ語版） – ユイスト（ドイツ語版）
- EDWK – カールスヘーフェン飛行場（ドイツ語版） – グナレンブルク
- EDWL – ランゲオーグ飛行場（ドイツ語版） – ランゲオーグ島（ドイツ語版）
- EDWM – ヴェーザー＝ヴュンメ飛行場（ドイツ語版） – ヘルヴェーゲ
- EDWN – ノルトホルン＝リンゲン飛行場（ドイツ語版） – ノルトホルン（ドイツ語版） / リンゲン
- EDWO – オスナブリュック＝アターハイデ飛行場（ドイツ語版） – オスナブリュック
- EDWP – ヴィーフェルシュテーデ＝コネフォルデ飛行場（ドイツ語版） – ヴィーフェルシュテーデ（ドイツ語版）
- EDWQ – ガンダーケゼー飛行場（ドイツ語版） – ガンダーケゼー（ドイツ語版）
- EDWR – ボルクム飛行場（ドイツ語版） – ボルクム島
- EDWS (NOD) – ノルデン＝ノルトダイヒ飛行場（ドイツ語版） – ノルデン（ドイツ語版）
- EDWT – ブレクセン飛行場（ドイツ語版） – ブレクセン（ドイツ語版） / ノルデンハム（ドイツ語版）
- EDWU (VAC) – ヴァルレルブッシュ飛行場（ドイツ語版） – ヴァルレルブッシュ（ドイツ語版） / クロッペンブルク（ドイツ語版）
- EDWV – フェルデン＝シャルンホルスト飛行場（ドイツ語版） – フェルデン
- EDWX – ヴェスターシュテーデ＝フェルデ飛行場（ドイツ語版） – ヴェスターシュテーデ（ドイツ語版） / フェルデ（ドイツ語版）
- EDWY – ノルダーナイ飛行場（ドイツ語版） – ノルダーナイ島
- EDWZ – バルトルム飛行場（ドイツ語版） – バルトルム（ドイツ語版）
- EDXA – アハマー飛行場（ドイツ語版） – ブラームシェ
- EDXB (HEI) – ハイデ＝ビューズム飛行場（ドイツ語版） – ビューズム（ドイツ語版） / ハイデ
- EDXC – シュレースヴィヒ＝クロップ飛行場（ドイツ語版） – シュレースヴィヒ / クロップ（ドイツ語版）
- EDXD – ボームテ＝バート・エッセン飛行場（ドイツ語版） – ボームテ / バート・エッセン
- EDXE – ライネ＝エッシェンドルフ飛行場（ドイツ語版） – ライネ / エッシェンドルフ（ドイツ語版）
- EDXF (FLF) – フレンスブルク＝シェイファーハウス飛行場（ドイツ語版） – フレンスブルク
- EDXG – メレ＝グルーネガウ飛行場（ドイツ語版） – メレ / グルーネガウ（ドイツ語版）
- EDXH (HGL) – ヘルゴラント＝デューネ飛行場（ドイツ語版） – ヘルゴラント島
- EDXI – ニーンブルク＝ホルツバルゲ飛行場（ドイツ語版） – ニーンブルク/ヴェーザー / ホルツバルゲ（ドイツ語版）
- EDXJ (QHU) – フースム＝シュヴェージング飛行場（ドイツ語版） – フースム（ドイツ語版） / シュヴェージング（ドイツ語版）
- EDXK – レック飛行場（ドイツ語版） – レック（ドイツ語版）
- EDXL – バルセル飛行場（ドイツ語版） – バルセル（ドイツ語版）
- EDXM – ザンクト・ミヒャエリスドン飛行場（ドイツ語版） – ザンクト・ミヒャエリスドン（ドイツ語版）
- EDXN – ノルトホルツ＝シュピーカ飛行場（ドイツ語版） – ノルドホルツ（ドイツ語版） / シュピーカ（ドイツ語版）
- EDXO (PSH) – ザンクト・ペーター＝オルディング飛行場（ドイツ語版） – ザンクト・ペーター＝オルディング（ドイツ語版）
- EDXP – ハルレー飛行場（ドイツ語版） – ハルレージール（ドイツ語版）
- EDXQ – ローテンブルク（ヴュンメ）飛行場（ドイツ語版） – ローテンブルク (ヴュンメ)
- EDXR – レンツブルク＝シャハトホルム飛行場（ドイツ語版） – レンツブルク
- EDXS – ゼードルフ飛行場（ドイツ語版） – ゼードルフ
- EDXT – ジールクスドルフ/ホーフ＝アルトナ飛行場（ドイツ語版） – ジールクスドルフ（ドイツ語版）
- EDXU – ヒュッテンブッシュ飛行場（ドイツ語版） – ヒュッテンブッシュ（ドイツ語版） / ヴォルプスヴェーデ
- EDXW (GWT) – ジルト空港（ドイツ語版） – ヴェスターラント（ドイツ語版）, ジルト島
- EDXY – ヴィーク飛行場（ドイツ語版） – ヴィーク・アウフ・フェール（ドイツ語版）
- EDXZ – キューアシュテット＝ベーダーケーザー飛行場（ドイツ語版） – キューアシュテット（ドイツ語版） / ベーダーケーザー（ドイツ語版）

### ET – 軍用
- ETAD (SPM) – シュパングダーレム空軍基地（英語版） – シュパングダーレム（ドイツ語版）（米空軍・NATO）
- ETAR (RMS) – ラムシュタイン空軍基地（英語版） – ラムシュタイン＝ミーゼンバッハ
- ETBB – ケルン＝ブツヴァイラーホフ空港（ドイツ語版） – ケルン （英空軍。1967年に撤収）
- ETEB – アンスバッハ陸軍ヘリポート（ドイツ語版、英語版） – アンスバッハ（米陸軍）
- ETED – カイザースラウテルン・デポ陸軍ヘリポート – カイザースラウテルン（米陸軍）
- ETEJ – バンベルグ陸軍飛行場（ドイツ語版） – バンベルク （米陸軍。2012年撤退。現バンベルク＝ブライテナウ飛行場）
- ETEK – バウムホルダー陸軍飛行場（ドイツ語版） – バウムホルダー（米陸軍)
- ETHA – アルテンシュタット陸軍飛行場 – アルテンシュタット
- ETHB – ビュッケブルク陸軍飛行場 – ビュッケブルク
- ETHC (ZCN) – ツェレ陸軍飛行場（ドイツ語版） – ツェレ
- ETHE (ZPQ) – ライネ＝ベントラーゲ陸軍飛行場 – ライネ
- ETHF (FRZ) – フリッツラー陸軍飛行場 – フリッツラー
- ETHL – ラウプハイム陸軍飛行場 – ラウプハイム（ドイツ語版）
- ETHM – メンディヒ陸軍飛行場（英語版） – メンディヒ（ドイツ語版）]
- ETHN – ニーダーシュテッテン陸軍飛行場（ドイツ語版） – ニーダーシュテッテン
- ETHR – ロート陸軍飛行場（英語版） – ロート
- ETHS – ファスベルク陸軍飛行場 – ファスベルク（ドイツ語版）
- ETHT – コトブス陸軍飛行場（英語版） – コトブス （2004年閉鎖。現コトブス北飛行場（ドイツ語版））
- ETIC – グラーフェンヴェーア陸軍飛行場（ドイツ語版） – グラーフェンヴェーア（ドイツ語版）
- ETID – ランゲンディーバッハ空軍基地（ドイツ語版） – ランゲンディーバッハ（ドイツ語版） / エルレンゼー（2007年閉鎖）
- ETIH – ホーエンフェルス陸軍飛行場（英語版） – ホーエンフェルス（ドイツ語版） （米陸軍）
- ETIK （ILH) – イレスハイム陸軍ヘリポート（英語版、ドイツ語版） – イレスハイム（ドイツ語版）（米陸軍）
- ETIN (KZG) – キッツィンゲン陸軍飛行場（英語版）– キッツィンゲン（ドイツ語版） (2007年に閉鎖。跡地はキッツィンゲン空港（英語版）)
- ETIP – ラントシュトゥール陸軍ヘリポート – ラントシュトゥール
- ETIY – ラントシュトゥール地域医療センター（ドイツ語版）ヘリポート – ラントシュトゥール
- ETMN (NDZ) – ノルトホルツ海軍飛行場（ドイツ語版） – ノルトホルツ（英語版） （軍民共用。民間空港としてはクックスハーフェン/ノルトホルツ空港（ドイツ語版）(IATA:FCN)を参照。）
- ETND – ディープホルツ空軍基地 – ディープホルツ（軍民共用）
- ETNG (GKE) – ガイレンキルヒェン航空基地 – ガイレンキルヒェン（英語版）（NATO）
- ETNH – ホーン空軍基地 – ホーン（ドイツ語版）
- ETNJ – イェファー航空基地 – ショルテンス（ドイツ語版）
- ETNK (ILH) – イレスハイム陸軍ヘリポート（ドイツ語版） – イレスハイム（ドイツ語版）（米陸軍）
- ETNL (RLG) – ロストック＝ラーゲ空港 – ロストック（軍民共用。ラーゲ空軍基地）
- ETNN – ネルフェニッヒ航空基地 – ネルフェニッヒ
- ETNP – ホップステン空軍基地（ドイツ語版） – ホプステン / ライネ
- ETNS (WBG) – シュレースヴィヒ航空基地 – シュレースヴィヒ
- ETNT – ヴィットムントハーフェン航空基地 – ヴィットムント（英語版）
- ETNU (FNB) – トローレンハーゲン空軍基地 – ノイブランデンブルク（2014年閉鎖。現在は民間空港）
- ETNW – ヴンストルフ航空基地 –  ヴンストルフ（英語版）
- ETOI – フィルゼック陸軍飛行場 – フィルゼック（ドイツ語版）
- ETOR – コールマン陸軍飛行場（英語版） – マンハイム（米陸軍）
- ETOU – ヴィースバーデン陸軍飛行場（英語版） – ヴィースバーデン
- ETSA – ランツベルク・アム・レヒ航空基地 – ランツベルク・アム・レヒ（2020年閉鎖）
- ETSB – ビューヒェル航空基地 – ビューヒェル（英語版） / コッヘム
- ETSE – エルディング航空基地 – エルディング（英語版）（2015年廃止。民間飛行場化）
- ETSF (FEL) – フュルステンフェルトブルック空軍基地（ドイツ語版） – フュルステンフェルトブルック（英語版）（2010年飛行場閉鎖。2022年現在基地は残存）
- ETSH – ホルツドルフ航空基地 – ホルツドルフ（ドイツ語版） / イェッセン（ドイツ語版）
- ETSI (IGS) – インゴルシュタット/マンヒング空軍基地（ドイツ語版） – インゴルシュタット / マンヒング（ドイツ語版）
- ETSK – カウフボイレン空軍基地（ドイツ語版） – カウフボイレン
- ETSL – レヒフェルト航空基地 – レヒフェルト
- ETSN – ノイブルク空軍基地（ドイツ語版） – ノイブルク・アン・デア・ドナウ
- ETUL (LRC) – ラールブルッフ空軍基地（英語版） – Weeze（英語版） (英空軍。1999年に撤収。現在はヴェーツェ空港, NRN/EDLV)
- ETUO (GUT) – ギュータースロー空軍基地（英語版） – ギュータースロー (英空軍。1993年に撤収)
- ETUR (BGN) – ブリュッゲン空軍基地（英語版） – ブリュッゲン（ドイツ語版） (英空軍。2001年に撤収)
- ETWM – メッペン空軍基地（ドイツ語版） – メッペン（ドイツ語版）

## EE – エストニア
カテゴリと一覧も参照
- EECL – タリン・リンナハル・ヘリポート（英語版） – タリン
- EEEI – アマリ空軍基地（エストニア語版、英語版） – アマリ（エストニア語版）
- EEHU – ハープサル飛行場（エストニア語版、英語版） – ハープサル
- EEJI – ユフヴィ飛行場（エストニア語版） – ユフヴィ
- EEKA (KDL) – カルドラ空港（エストニア語版、英語版） – カルドラ
- EEKE (URE) – クレサーレ空港（エストニア語版、英語版） – クレサーレ
- EEKU – キフヌ飛行場（エストニア語版、英語版） – キフヌ島
- EELU – リックホルム飛行場（エストニア語版） – サーレ（エストニア語版、英語版）
- EENI – ヌルムシ飛行場（エストニア語版、英語版） – ヌルムシ（エストニア語版、英語版）
- EENA – ナルヴァ飛行場（エストニア語版） – ナルヴァ
- EEPR – ピーリッサール飛行場（エストニア語版） – ピーリッサール島
- EEPU (EPU) – パルヌ空港（エストニア語版、英語版） – パルヌ
- EERA – ラプラ飛行場（エストニア語版、英語版） – ラプラ（エストニア語版、英語版）
- EERI – リダリ飛行場（エストニア語版、英語版） – ラエ（エストニア語版）
- EERU – ルフヌ飛行場（エストニア語版、英語版） – ルフヌ島
- EETA – タパ飛行場（エストニア語版、英語版） – タパ（エストニア語版、英語版）
- EETN (TLL) – タリン空港 – タリン
- EETR – ラーディ飛行場 – タルトゥ
- EETU (TAY) – タルトゥ空港（エストニア語版、英語版） – タルトゥ
- EEVI – ヴィリャンディ飛行場（エストニア語版） – ヴィリャンディ

## EF – フィンランド
カテゴリと一覧も参照
- EFAH – アハモスオ飛行場（フィンランド語版、英語版） – オウル
- EFAL – アラヴス飛行場（フィンランド語版、英語版） – アラヴス（フィンランド語版）
- EFET (ENF) – エノンテキエ空港（フィンランド語版、英語版） – エノンテキエ（フィンランド語版）
- EFEU – エウラ飛行場（フィンランド語版、英語版） – エウラ（フィンランド語版）
- EFFO – フォルサ飛行場（フィンランド語版、英語版） – フォルサ（フィンランド語版）
- EFHA (KEV) – ハリ空港（フィンランド語版、英語版） – クオレヴェシ（フィンランド語版）
- EFHE – ヘルネサーリ・ヘリポート（フィンランド語版、英語版） – ヘルネサーリ（フィンランド語版）、ヘルシンキ
- EFHF (HEM) – ヘルシンキ・マルミ空港 – マルミ（フィンランド語版）、ヘルシンキ
- EFHK (HEL) – ヘルシンキ・ヴァンター国際空港 – ヴァンター
- EFHM – ハメーンクロ飛行場（フィンランド語版、英語版） – ハメーンクロ（フィンランド語版）
- EFHN – ハンコ飛行場（フィンランド語版、英語版） – ハンコ
- EFHV (HYV) – ヒュヴィンカー飛行場（フィンランド語版、英語版） – ヒュヴィンカー
- EFIK – キーカラ飛行場（フィンランド語版） – キーカラ（フィンランド語版）
- EFIL (SJY) – セイナヨキ空港（フィンランド語版、英語版） – セイナヨキ / イルマヨキ
- EFIM – インモラ飛行場（フィンランド語版、英語版） – イマトラ
- EFIT (KTQ) – キテー飛行場（フィンランド語版、英語版） – キテー（フィンランド語版）
- EFIV (IVL) – イヴァロ空港 – イヴァロ / イナリ
- EFJM – ヤミヤルヴィ飛行場（フィンランド語版、英語版） – ヤミヤルヴィ（フィンランド語版）
- EFJO (JOE) – ヨエンスー空港（フィンランド語版、英語版） – ヨエンスー / リペリ（フィンランド語版）
- EFJY (JYV) – ユヴァスキュラ空港（フィンランド語版、英語版） – ユヴァスキュラ
- EFKA (KAU) – カウハヴァ飛行場（フィンランド語版） – カウハヴァ（フィンランド語版）
- EFKE (KEM) – ケミ・トルニオ空港（フィンランド語版） – ケミ / トルニオ
- EFKH – クフモ飛行場（英語版、フィンランド語版） – クフモ
- EFKI (KAJ) – カヤーニ空港（フィンランド語版） – カヤーニ
- EFKJ (KHJ) – カウハヨキ飛行場（フィンランド語版） – カウハヨキ
- EFKK (KOK) – コッコラ＝ピエタルサーリ空港（英語版） – クロノビー（英語版）
- EFKM – ケミヤルヴィ飛行場（英語版、フィンランド語版） – ケミヤルヴィ
- EFKO – カラヨキ飛行場（英語版、フィンランド語版） – カラヨキ
- EFKS (KAO) – クーサモ空港（フィンランド語版） – クーサモ
- EFKT (KTT) – キッティラ空港（フィンランド語版） – キッティラ
- EFKU (KUO) – クオピオ空港 – クオピオ / シーリンヤルヴィ（英語版）
- EFKV – キヴィヤルヴィ飛行場（英語版、フィンランド語版） – キヴィヤルヴィ（英語版）
- EFKY – キュミ飛行場（フィンランド語版） – キュミ
- EFLA – Vesivehmaa Airport – ラハティ
- EFLP (LPP) – ラッペーンランタ空港 – ラッペーンランタ
- EFMA (MHQ) – マリエハムン空港 – マリエハムン
- EFME – Menkijärvi Airport – Menkijärvi
- EFMI (MIK) – ミッケリ空港（英語版） – ミッケリ
- EFNU – Nummela Airport – Nummela (Vihti)（英語版）
- EFOU (OUL) – オウル空港 – Oulunsalo（英語版）
- EFPI – Piikajärvi Airport – Piikajärvi
- EFPK – Pieksämäki Airport（英語版） – Pieksämäki（英語版）
- EFPO (POR) – ポリ空港（英語版） – ポリ
- EFPU – プダスヤルヴィ空港（英語版） – プダスヤルヴィ
- EFPY – Pyhäsalmi Airport（英語版） – Pyhäsalmi（英語版）
- EFRH – Pattijoki Airport（英語版） – Raahe（英語版）
- EFRN – Rantasalmi Airport（英語版） – Rantasalmi（英語版）
- EFRO (RVN) – ロヴァニエミ空港（英語版） – ロヴァニエミ
- EFRU – Ranua Airport（英語版） – Ranua（英語版）
- EFRV – Kiuruvesi Airport（英語版） – Kiuruvesi（英語版）
- EFRY – Räyskälä Airport（英語版） – Räyskälä
- EFSA (SVL) – サヴォンリンナ空港（英語版） – サヴォンリンナ
- EFSE – Selänpää Airport – Selänpää
- EFSI (SJY) – セイナヨキ空港（英語版） – セイナヨキ
- EFSO (SOT) – ソダンキュラ空港（英語版） – ソダンキュラ
- EFTP (TMP) – タンペレ＝ピルッカラ空港 – タンペレ / ピルッカラ（英語版）
- EFTS – Teisko Airport – Teisko
- EFTU (TKU) – トゥルク空港 – トゥルク
- EFUT (UTI) – Utti Airport（英語版） – Utti（英語版） / Valkeala（英語版）
- EFVA (VAA) – ヴァーサ空港（英語版） – ヴァーサ
- EFVR (VRK) – ヴァルカウス空港（英語版） – ヴァルカウス / Joroinen（英語版）
- EFYL (YLI) – Ylivieska Airport（英語版） – Ylivieska（英語版）

## EG – イギリス (王室属領含む)
カテゴリと一覧も参照
- EGAA (BFS) – ベルファスト国際空港 – ベルファスト , 北アイルランド
- EGAB (ENK) – Enniskillen/St Angelo Airport（英語版） – エニスキレン, 北アイルランド
- EGAC (BHD) – ジョージ・ベスト・ベルファスト・シティ空港 – ベルファスト , 北アイルランド
- EGAD – Newtownards Airport（英語版） – Newtownards（英語版）, 北アイルランド
- EGAE (LDY) – シティ・オブ・デリー空港（英語版） – ロンドンデリー, 北アイルランド
- EGAR  – Rothera Research Station（英語版） – アデレード島, 南極大陸
- EGBB (BHX) – バーミンガム国際空港 – バーミンガム , イングランド
- EGBC – チェルトナム競馬場ヘリポート（英語版） – チェルトナム競馬場, イングランド
- EGBD – ダービー飛行場（英語版） – ダービー, イングランド
- EGBE (CVT) – コヴェントリー空港（英語版） – コヴェントリー, イングランド
- EGBF – Bedford Aerodrome（英語版） – Thurleigh（英語版）, イングランド
- EGBG – レスター空港（英語版） – レスター, イングランド
- EGBJ (GLO) – Gloucestershire Airport（英語版） – Staverton, Gloucestershire（英語版）, イングランド
- EGBK (ORM) – Sywell Aerodrome（英語版） – ノーザンプトン, イングランド
- EGBM – Tatenhill Airfield（英語版） – Tatenhill（英語版）, イングランド
- EGBN (NQT) – ノッティンガム空港（英語版） – ノッティンガム, イングランド
- EGBO – ウルヴァーハンプトン空港（英語版） – ウルヴァーハンプトン, イングランド
- EGBP – Kemble Airport（英語版） – Kemble, Gloucestershire（英語版）, イングランド
- EGBS – Shobdon Aerodrome（英語版） – レオミンスター（英語版）, イングランド
- EGBT – Turweston Aerodrome（英語版） – Turweston（英語版）, イングランド
- EGBV – シルバーストーン・ヘリポート（英語版） – シルバーストーン, イングランド
- EGBW – Wellesbourne Mountford Airfield（英語版） – Wellesbourne（英語版）, イングランド
- EGCA – コール・アストン飛行場（英語版） – コール・アストン（英語版）, イングランド
- EGCB – シティ・エアポート・マンチェスター（英語版） – マンチェスター, イングランド
- EGCC (MAN) – マンチェスター空港 – マンチェスター , イングランド
- EGCD – ウッドフォード飛行場（英語版） – Metropolitan Borough of Stockport（英語版）, イングランド
- EGCF – Sandtoft Airfield（英語版） – スカンソープ, イングランド
- EGCG – Strubby Airfield（英語版） – Strubby（英語版）, イングランド
- EGCI – RAF Doncaster（英語版） (1992年に閉鎖) – ドンカスター, イングランド
- EGCJ – Sherburn–in–Elmet Airfield（英語版） – Sherburn–in–Elmet（英語版）, イングランド
- EGCK – カーナーヴォン空港（英語版） – カーナーヴォン, ウェールズ
- EGCL – フェンランド飛行場（英語版） – Spalding, Lincolnshire（英語版）, イングランド
- EGCN (DSA) – Robin Hood Airport Doncaster Sheffield（英語版） – サウス・ヨークシャー, イングランド
- EGCO – サウスポート・バークデール・サンズ空港 – サウスポート , イングランド
- EGCR – クロイドン空港 (1959年9月30日に閉鎖) – ロンドン, イングランド
- EGCS – Sturgate Airfield（英語版） – リンカン, イングランド
- EGCV – Sleap Airfield（英語版） – シュルーズベリー, イングランド
- EGCW – ウェルシュプール空港（英語版） – ウェルシュプール（英語版）, ウェールズ
- EGDC – Royal Marines Base Chivenor（英語版） – Braunton（英語版）, イングランド
- EGDG (NQY) – セント・モーガン空軍基地 – セント・モーガン, コーンウォール, イングランド
- EGDI – RAF Merryfield（英語版） – Ilminster（英語版）, イングランド
- EGDJ (UPV) – RAF Upavon（英語版） – Upavon（英語版）, イングランド
- EGDL (LYE) – RAF Lyneham（英語版） – ウィルトシャー, イングランド
- EGDM – MoD Boscombe Down（英語版） – Amesbury（英語版）, イングランド
- EGDN – Airfield Camp Netheravon – Netheravon（英語版）, イングランド
- EGDO – Predannack Airfield（英語版） – Mullion, Cornwall（英語版）, イングランド
- EGDP – RNAS Portland Heliport（英語版） – Portland Harbour（英語版）, イングランド
- EGDR – RNAS Culdrose（英語版） – Helston（英語版）, イングランド
- EGDS – Salisbury Plain Airport – Bulford（英語版）, イングランド
- EGDT – Wroughton Airport – Wroughton（英語版）, イングランド
- EGDV – Hullavington Airport（英語版） – Hullavington（英語版）, イングランド
- EGDW – RNAS Merryfield（英語版） – Yeovil（英語版）, イングランド
- EGDX (DGX) – RAF Saint Athan（英語版） – St Athan（英語版）, ウェールズ
- EGDY (YEO) – RNAS Yeovilton（英語版） – Yeovil（英語版）, イングランド
- EGEA – Aberdeen – アバディーン, スコットランド
- EGEC (CAL) – キャンベルタウン空港（英語版） – キャンベルタウン, スコットランド
- EGED (EOI) – Eday Airport（英語版） – Eday（英語版）, スコットランド
- EGEF (FIE) – フェア島空港（英語版） – フェア島, スコットランド
- EGEH (WHS) – Whalsay Airport（英語版） – Whalsay（英語版）, スコットランド
- EGEL (COL) – コル空港（英語版） – コル島, スコットランド
- EGEN (NRL) – ノース・ロナルドセー空港（英語版） – ノース・ロナルドセー島, スコットランド
- EGEO (OBN) – オーバン空港（英語版） – オーバン, スコットランド
- EGEP (PPW) – Papa Westray Airport（英語版） – Papa Westray（英語版）, スコットランド
- EGER (SOY) – ストロンゼー空港（英語版） – ストロンゼー島, スコットランド
- EGES (NDY) – サンデー空港（英語版） – サンデー島, スコットランド
- EGET (LWK) – Tingwall Airport（英語版） – ラーウィック, スコットランド
- EGEW (WRY) – Westray Airport（英語版） – Westray（英語版）, スコットランド
- EGEY (CSA) – コロンゼー空港（英語版） – コロンゼー島, スコットランド
- EGFA – Aberporth Airport（英語版） – カーディガン, ウェールズ
- EGFC – カーディフ・ヘリポート（英語版） – カーディフ, ウェールズ
- EGFE (HAW) – ハーバーフォードウエスト飛行場（英語版） – ハーバーフォードウエスト（英語版）, ウェールズ
- EGFF (CWL) – カーディフ空港 – カーディフ, ウェールズ
- EGFH (SWS) – スウォンジー空港（英語版） – スウォンジー, ウェールズ
- EGFP – Pembrey Airport（英語版） – Pembrey（英語版）, ウェールズ
- EGGD (BRS) – ブリストル空港 – ブリストル, イングランド
- EGGP (LPL) – リバプール・ジョン・レノン空港 – リヴァプール , イングランド
- EGGW (LTN) – ロンドン・ルートン空港 – ロンドン , イングランド
- EGHA – Compton Abbas Airfield（英語版） – Shaftesbury（英語版）, イングランド
- EGHB – Maypole Airfield（英語版） – Maypole, Kent（英語版）, イングランド
- EGHC (LEQ) – Land's End Airport（英語版） – St Just in Penwith（英語版）, イングランド
- EGHD (PLH) – プリマス・シティ空港（英語版） – プリマス (2011年に閉鎖)
- EGHE (ISC) – St. Mary's Airport (Isles of Scilly)（英語版） – St. Mary's, Isles of Scilly（英語版）, イングランド
- EGHF – Lee on Solent (以前はRNAS Lee–on–Solent (HMS Daedalus)（英語版）) – Lee–on–the–Solent（英語版）, イングランド
- EGHG – Yeovil/Westland Airport（英語版） – Yeovil（英語版）, イングランド
- EGHH (BOH) – ボーンマス空港（英語版） – ボーンマス, イングランド
- EGHI (SOU) – サウサンプトン空港 – サウサンプトン, イングランド
- EGHJ (BBP) – ベムブリッジ空港（英語版） – サンダウン（英語版）, イングランド
- EGHK (PZE) – ペンザンス・ヘリポート（英語版） – ペンザンス, イングランド
- EGHL (QLA) – Lasham Airfield（英語版） – ベイジングストーク, イングランド
- EGHN – Isle of Wight/Sandown Airport（英語版） – サンダウン（英語版）, イングランド
- EGHO – Thruxton Aerodrome（英語版） – アンドーヴァー, イングランド
- EGHP – Popham Airfield（英語版） – Popham, Hampshire（英語版）, イングランド
- EGHQ (NQY) – ニューキー空港 – セント・モーガン, ニューキー, コーンウォール, イングランド
- EGHR – Chichester (Goodwood) Airfield – チチェスター , イングランド
- EGHS – ヘンストリッジ飛行場 – ヘンストリッジ, イングランド
- EGHT – トレスコ・ヘリポート（英語版） – Tresco, Isles of Scilly（英語版）, イングランド
- EGHU – イーグルスコット飛行場（英語版） – Great Torrington（英語版）, イングランド
- EGHY – トゥルーロ飛行場（英語版） – トゥルーロ, イングランド
- EGJA (ACI) – オルダニー空港（英語版） – オルダニー島, チャンネル諸島
- EGJB (GCI) – ガーンジー空港（英語版） – ガーンジー, チャンネル諸島
- EGJJ (JER) – ジャージー空港（英語版） & Aviation Beauport（英語版） – ジャージー, チャンネル諸島
- EGKA (ESH) – ショアハム空港（英語版） – ショアハム＝バイ＝シー, イングランド
- EGKB (BQH) – London Biggin Hill Airport（英語版） – ロンドン, イングランド
- EGKE – Challock Airport – Challock（英語版）, イングランド
- EGKF – RNAS Ford（英語版） (閉鎖) – Ford, West Sussex（英語版）, イングランド
- EGKG – グッドウッド競馬場ヘリポート（英語版） – グッドウッド競馬場, イングランド
- EGKH – Lashenden/Headcorn Airport（英語版） – メードストン, イングランド
- EGKK (LGW) – ロンドン・ガトウィック空港 – ロンドン , イングランド
- EGKL – Deanland (以前はRAF Deanland（英語版）) – ルイス, イングランド
- EGKR (KRH) – レッドヒル飛行場（英語版） – Redhill, Surrey（英語版）, イングランド
- EGLA – Bodmin Airfield（英語版） – Bodmin（英語版）, イングランド
- EGLC (LCY) – ロンドン・シティ空港 – ロンドン , イングランド
- EGLD – デンハム飛行場（英語版） – Gerrards Cross（英語版）, イングランド
- EGLF (FAB) – ファーンボロー空港 – ファーンボロー, イングランド
- EGLG – Panshanger Airport（英語版） – ハートフォード, イングランド
- EGLJ – Chalgrove Airfield（英語版） – オックスフォード, イングランド
- EGLK (BBS) – Blackbushe Airport（英語版） – Camberley（英語版）, イングランド
- EGLL (LHR) – ロンドン・ヒースロー空港 – ロンドン , イングランド
- EGLM – White Waltham Airfield（英語版） – White Waltham（英語版）, イングランド
- EGLP – Brimpton Airfield（英語版） – Upper Bucklebury（英語版） – イングランド
- EGLS – Old Sarum Airfield（英語版） – ソールズベリー, イングランド
- EGLT – アスコット競馬場ヘリポート（英語版） – アスコット競馬場, イングランド
- EGLW – ロンドン・ヘリポート（英語版） – ロンドン, イングランド
- EGMA – Fowlmere Airport（英語版） – ケンブリッジ, イングランド
- EGMC (SEN) – ロンドン・サウスエンド空港 – サウスエンド＝オン＝シー , イングランド
- EGMD (LYX) – ロンドン・アッシュフォード空港（英語版） – Lydd（英語版）, イングランド
- EGMF – Farthing Corner – Rainham, Kent（英語版）, イングランド
- EGMH (MSE) – ケント国際空港（英語版） – ラムズゲート, イングランド
- EGMJ – Little Gransden Airfield（英語版） – St Neots（英語版）, イングランド
- EGMK (LYM) – Lympne Airport（英語版） – Lympne（英語版）, Kent, イングランド
- EGML – Damyns Hall Aerodrome（英語版） – アップミンスター, イングランド
- EGMT – Thurrock Aerodrome – Thurrock（英語版）, イングランド
- EGNA – Hucknall Airfield（英語版） – ノッティンガム, イングランド
- EGNB – Brough Aerodrome（英語版） – Brough, East Riding of Yorkshire（英語版）, イングランド
- EGNC (CAX) – カーライル・レイク・ディストリクト空港（英語版） – シティ・オブ・カーライル, イングランド
- EGNE (RGA) – Gamston Airport（英語版） – Retford（英語版）, イングランド
- EGNF – Netherthorpe Airfield（英語版） – Worksop（英語版）, イングランド
- EGNG – Bagby airfield（英語版） – Bagby（英語版）, イングランド
- EGNH (BLK) – ブラックプール国際空港（英語版） – ブラックプール, イングランド
- EGNJ (HUY) – Humberside Airport（英語版） – キングストン・アポン・ハル, イングランド
- EGNL (BWF) – Barrow/Walney Island Airfield（英語版） – バロー＝イン＝ファーネス, イングランド
- EGNM (LBA) – リーズ・ブラッドフォード国際空港 – ウェスト・ヨークシャー, イングランド
- EGNO (WRT) – Warton Aerodrome（英語版） – Warton, Fylde（英語版）, ランカシャー, イングランド
- EGNR (CEG) – Hawarden Airport（英語版） – チェスター, イングランド
- EGNS (IOM) – マン島空港 – マン島
- EGNT (NCL) – ニューカッスル国際空港 – ニューカッスル・アポン・タイン , イングランド
- EGNU – Full Sutton Airfield（英語版） – ヨーク, イングランド
- EGNV (MME) – Durham Tees Valley Airport（英語版） – Tees Valley（英語版）, イングランド
- EGNW – Wickenby Aerodrome（英語版） – リンカン, イングランド
- EGNX (EMA) – イースト・ミッドランズ空港 – イースト・ミッドランズ, イングランド
- EGNY – Beverley/Linley Hill Airfield（英語版） – Beverley（英語版）, イングランド
- EGOD – Llanbedr Airport（英語版） – Llanbedr（英語版）, ウェールズ
- EGOE – RAF Ternhill（英語版） – Ternhill（英語版）, イングランド
- EGOQ – モナ空軍基地（英語版） – アングルシー島, ウェールズ
- EGOS – ショウベリー空軍基地（英語版） – ショウベリー（英語版）, イングランド
- EGOV (VLY) – バレー空軍基地（英語版）/アングルシー空港（英語版） – アングルシー島, ウェールズ
- EGOW – ウッドベール空軍基地（英語版） – Formby（英語版）, イングランド
- EGPA (KOI) – カークウォール空港（英語版） – カークウォール, スコットランド
- EGPB (LSI) – Sumburgh Airport（英語版） – シェトランド諸島, スコットランド
- EGPC (WIC) – ウィック空港（英語版） – Wick, Highland（英語版）, スコットランド
- EGPD (ABZ) – アバディーン空港 – アバディーン, スコットランド
- EGPE (INV) – インヴァネス空港（英語版） – インヴァネス, スコットランド
- EGPF (GLA) – グラスゴー国際空港 – グラスゴー , スコットランド
- EGPG – カンバーノールド空港（英語版） – カンバーノールド, スコットランド
- EGPH (EDI) – エディンバラ空港 – エディンバラ , スコットランド
- EGPI (ILY) – アイラ空港（英語版） – アイラ島, スコットランド
- EGPJ – Fife Airport（英語版） – Glenrothes（英語版）, スコットランド
- EGPK (PIK) – グラスゴー・プレストウィック国際空港（英語版） – グラスゴー, スコットランド
- EGPL (BEB) – ベンベキュラ空港（英語版） – ベンベキュラ島, スコットランド
- EGPM (SCS) – Scatsta Airport（英語版） – ラーウィック, スコットランド
- EGPN (DND) – ダンディー空港（英語版） – ダンディー, スコットランド
- EGPO (SYY) – ストーノーウェイ空港（英語版） – ストーノーウェイ, スコットランド
- EGPR (BRR) – バラ空港 – バラ島 , スコットランド
- EGPT (PSL) – パース空港 (スコットランド)（英語版） – パース, スコットランド
- EGPU (TRE) – タイリー空港（英語版） – タイリー島, スコットランド
- EGPY – RAF Dounreay（英語版） –  スコットランド
- EGQK (FSS) – キンロス空軍基地（英語版） – キンロス（英語版）, スコットランド
- EGQL (ADX) – RAF Leuchars（英語版） – Leuchars（英語版）, スコットランド
- EGQM – ボールマー空軍基地（英語版） – アニック, イングランド
- EGQS (LMO) – ロジーマス空軍基地（英語版） – ロジーマス（英語版）, スコットランド
- EGSA – Shipdham Airport – Shipdham（英語版）, イングランド
- EGSB – ベッドフォード・キャッスル・ミル空港 – ベッドフォード , イングランド
- EGSC (CBG) – ケンブリッジ空港（英語版） – ケンブリッジ, イングランド
- EGSD – Great Yarmouth – North Denes Airport（英語版） – グレート・ヤーマス, イングランド
- EGSE (IPW) – イプスウィッチ空港（英語版） (1998年に閉鎖) – イプスウィッチ, イングランド
- EGSF – ピーターバラ・ビジネス空港（英語版） – ピーターバラ, イングランド
- EGSG – Stapleford Aerodrome（英語版） – Romford（英語版）, イングランド
- EGSH (NWI) – ノリッジ国際空港（英語版） – ノリッジ, イングランド
- EGSJ – Seething Airfield（英語版） – ノリッジ, イングランド
- EGSK – RAF Hethel（英語版） – Hethel（英語版）, イングランド
- EGSL – Andrewsfield aerodrome（英語版） – Braintree, Essex（英語版）, イングランド
- EGSM – Beccles Airport（英語版） – Beccles（英語版）, イングランド
- EGSN – Bourn Airfield（英語版） – ケンブリッジ, イングランド
- EGSO – クローフィールド飛行場（英語版） – イプスウィッチ, イングランド
- EGSP – ピーターバラ・シブソン空港（英語版） – ピーターバラ, イングランド
- EGSQ – クラクトン空港（英語版） – Clacton–on–Sea（英語版）, イングランド
- EGSR – Earls Colne Airfield（英語版） – Halstead（英語版）, イングランド
- EGSS (STN) – ロンドン・スタンステッド空港 – ロンドン , イングランド
- EGST – エルムセット空港 – イプスウィッチ , イングランド
- EGSU (QFO) – ダックスフォード – ケンブリッジ , イングランド
- EGSV – オールド・バッケンハム空港（英語版） – ノリッジ, イングランド
- EGSX – ノース・ウィールド飛行場（英語版） – ノース・ウィールド（英語版）, イングランド
- EGSY (SZD) – シェフィールド・シティ空港（英語版） (2008年4月に閉鎖) – シェフィールド, イングランド
- EGTA – Aylesbury Thame Airfield – アリスバーリー, イングランド
- EGTB – Wycombe Air Park/Booker Airport（英語版） – ハイ・ウィカム, イングランド
- EGTC – クランフィールド空港（英語版） – クランフィールド（英語版）, イングランド
- EGTD – Dunsfold Aerodrome（英語版） – Dunsfold（英語版）, イングランド
- EGTE (EXT) – エクセター国際空港 – エクセター, イングランド
- EGTF – Fairoaks Airport（英語版） – Chobham, Surrey（英語版）, イングランド
- EGTG (FZO) – ブリストル・フィルトン空港（英語版） (閉鎖) – フィルトン（英語版）, イングランド
- EGTH (HTF) – ハットフィールド飛行場（英語版） (閉鎖) – Hatfield, Hertfordshire（英語版）, イングランド
- EGTI – リーブスデン飛行場 (閉鎖) – ワトフォード, イングランド
- EGTK (OXF) – オックスフォード空港（英語版） – オックスフォード, イングランド
- EGTN エンストーン飛行場（英語版） – エンストーン（英語版）, イングランド
- EGTO (RCS) – ロチェスター空港（英語版） – ロチェスター, イングランド
- EGTP – Perranporth Airfield（英語版） – Perranporth（英語版）, イングランド
- EGTR – Elstree Airfield（英語版） – ワトフォード, イングランド
- EGTU – Dunkeswell Aerodrome（英語版） – Honiton（英語版）, イングランド
- EGTW – Oaksey Park Airport – Oaksey（英語版）, イングランド
- EGUB (BEX) – ベンソン空軍基地（英語版） – ベンソン（英語版）, イングランド
- EGUD (ABB) – RAF Abingdon（英語版） – Abingdon, イングランド
- EGUL (LKZ) – レイクンヒース空軍基地 – レイクンヒース（英語版）, イングランド
- EGUN (MHZ) – ミルデンホール空軍基地（英語版） – Mildenhall, Suffolk（英語版）, イングランド
- EGUO – Colerne Airfield（英語版） – Colerne（英語版）, イングランド
- EGUW – RAF Wattisham（英語版） – Stowmarket（英語版）, イングランド
- EGUY (QUY) – ワイトン空軍基地（英語版） – セント・アイヴス（英語版）, イングランド
- EGVA (FFD) – フェアフォード空軍基地 – フェアフォード（英語版）, イングランド
- EGVL – リトル・リシントン空軍基地（英語版） – Upper Rissington（英語版）, イングランド
- EGVN (BZZ) – ブライズ・ノートン空軍基地 – ブライズ・ノートン（英語版）, イングランド
- EGVO (ODH) – オディハム空軍基地（英語版） – オディハム（英語版）, イングランド
- EGVP – AAC Middle Wallop Airfield – アンドーヴァー , イングランド
- EGWA (ADV) – RAF Andover（英語版） (飛行場は現在使われていない) – アンドーヴァー, イングランド
- EGWC – コスフォード空軍基地（英語版） – Albrighton, Bridgnorth（英語版）, イングランド
- EGWE – ヘンロウ空軍基地（英語版） – ヘンロウ（英語版）, イングランド
- EGWN – ハルトン空軍基地（英語版） – Halton, Buckinghamshire（英語版）, イングランド
- EGWU (NHT) – ノーソルト空軍基地（英語版） – Ruislip（英語版）, イングランド
- EGWZ – アルコンベリー空軍基地 – アルコンベリー（英語版）, イングランド
- EGXC (QCY) – コニングスビー空軍基地（英語版） – コニングスビー（英語版）, イングランド
- EGXD – RAF Dishforth（英語版） – ノース・ヨークシャー, イングランド
- EGXE – リーミング空軍基地（英語版） – Leeming Bar（英語版）, イングランド
- EGXG – RAF Church Fenton（英語版） – Church Fenton（英語版）, イングランド
- EGXH (BEQ) – ホニントン空軍基地（英語版） – セットフォード（英語版）, イングランド
- EGXJ  – RAF Cottesmore（英語版） – ラトランド, イングランド
- EGXP (SQZ) – スキャプトン空軍基地（英語版） – スキャプトン（英語版）, イングランド
- EGXT – ウィッタリング空軍基地（英語版） – Stamford, Lincolnshire（英語版）, イングランド
- EGXU (HRT) – RAF Linton–on–Ouse（英語版） – Linton–on–Ouse（英語版）, イングランド
- EGXW (WTN) – ワディントン空軍基地（英語版） – Wワディントン（英語版）, イングランド
- EGXY – サイヤーズトン空軍基地（英語版） – ニューアーク＝オン＝トレント, イングランド
- EGXZ – トップクリフェ空軍基地（英語版） – Topcliffe, North Yorkshire（英語版）, イングランド
- EGYC (CLF) – RAF Coltishall（英語版） – ノリッジ, イングランド
- EGYD – クランウェル空軍基地（英語版） – クランウェル（英語版）, イングランド
- EGYE – バークストン・ヒース空軍基地（英語版） – グランサム, イングランド
- EGYM (MRH) – マーハム空軍基地（英語版） – マーハム（英語版）, イングランド
- EGYP (MPN) – マウント・プレザント空軍基地 – フォークランド諸島

## EH – オランダ
カテゴリと一覧も参照
- EHAL – アーメラント空港 – Ballum（英語版）
- EHAM (AMS) – アムステルダム・スキポール空港 – ハーレマーメール , アムステルダム近郊
- EHBD – Budel Airport（英語版） – ヴェールト
- EHDB – KNMI (institute)（英語版） – De Bilt（英語版）
- EHBK (MST) – マーストリヒト・アーヘン空港 – マーストリヒト
- EHDL – ディエラン空軍基地（英語版） – ディエラン（英語版）
- EHDP – デ・ペール空軍基地（英語版） – フェンラユ（英語版）
- EHDR – Drachten Airfield（英語版） – Drachten（英語版）
- EHEH (EIN) – アイントホーフェン空港 – アイントホーフェン
- EHGG (GRQ) – フローニンゲン・エールデ空港 – エールデ（英語版）
- EHGR (GLZ) – ギルゼ＝レイエン空軍基地 – ギルゼ（英語版） ・ レイエン（英語版）
- EHHO – ホーヘフェーン飛行場（英語版） – ホーヘフェーン
- EHHV – ヒルフェルスム空港（英語版） – ヒルフェルスム
- EHKD (DHR) – デ・コーイ空軍基地（英語版） – デ・コーイ（英語版）
- EHVK (UDE) – フォルケル航空基地 – Uden（英語版）
- EHLE (LEY) – レリスタット空港（英語版） – レリスタット
- EHLW (LWR) – レーワルデン空軍基地 – レーワルデン
- EHMC – ニーウ＝ミリゲン航空運用統制所（英語版） – ニーウ＝ミリゲン（英語版）
- EHMZ – Midden–Zeeland（英語版） – ミデルブルフ, ゼーラント州
- EHOW – Oostwold Airport（英語版） – Scheemda（英語版）
- EHRD (RTM) – ロッテルダム空港 – ロッテルダム
- EHSB (SSB) – ソーステルベルフ航空基地 – Soesterberg（英語版）
- EHSE – Seppe Airport（英語版） – Hoeven（英語版）
- EHST – スタッズカナール飛行場（英語版） – スタッズカナール
- EHTE – Teuge International Airport（英語版） – デーフェンテル
- EHTL – Terlet Airfield（英語版） – Terlet（英語版）
- EHTW (ENS) – Enschede Airport Twente（英語版） – エンスヘデ
- EHTX – テセル国際空港 – テセル
- EHVB – Valkenburg Airbase（英語版） – Valkenburg (South Holland)（英語版）
- EHVE – TrafficPort Venlo（英語版） – ソーメレン、 フェンロー近郊
- EHVK – フォルケル航空基地 – フォルケル（英語版）
- EHWO (WOE) – ウーンスドレヒト空軍基地（英語版） – ウーンスドレヒト
- EHYP – デン・ハーグ空軍基地 – デン・ハーグ（1991年閉鎖）

## EI – アイルランド
カテゴリと一覧も参照
- EIAB – Abbeyshrule Aerodrome（英語版） – Abbeyshrule（英語版）, ロングフォード県
- EIBN (BYT) – Bantry Aerodrome（英語版） – Bantry（英語版）, コーク県
- EIBR – Birr Aerodrome（英語版） – Birr, County Offaly（英語版）, オファリー県
- EICA (NNR) – コネマラ地域空港（英語版） – インベリン, コネマラ山地
- EICB – カスルバー空港 – カスルバー, メイヨー県
- EICK (ORK) – コーク空港 – コーク, コーク県
- EICL – Clonbullogue Aerodrome（英語版） – Clonbullogue（英語版）, オファリー県
- EICM (GWY) – ゴールウェイ空港（英語版） – Carnmore（英語版）, ゴールウェイ県
- EICN – Coonagh Airport（英語版） – リムリック, リムリック県
- EIDL (CFN) – ドニゴール空港 – Carrickfinn, ドニゴール県
- EIDW (DUB) – ダブリン空港 – ダブリン, ダブリン県
- EIIM (IOR) – Inishmore Aerodrome（英語版） (Kilronan Airport) – Kilronan（英語版）, ゴールウェイ県
- EIKL (KKY) – キルケニー空港（英語版） – キルケニー, キルケニー県
- EIKN (NOC) – アイルランド・ウェスト空港 – クノック, メイヨー県
- EIKY (KIR) – ケリー空港 (ファランフォー空港) – Farranfore（英語版）, ケリー県
- EIME – Casement Aerodrome（英語版） – Baldonnel, Ireland（英語版）
- EIMG – Moneygall Aerodrome（英語版） – Moneygall（英語版）, オファリー県
- EIMH – Athboy Airfield – Athboy（英語版）, ミース県
- EIMY – Moyne Aerodrome（英語版） – Thurles（英語版）, ティペラリー県
- EINN (SNN) – シャノン空港 – シャノン (アイルランド)（英語版）, クレア県
- EIRT – Rathcoole Aerodrome（英語版） – Rathcoole, County Cork（英語版） (Ráth Chúil), コーク県 (Contae Chorcaí)
- EISG (SXL) – スライゴ空港（英語版） – Strandhill（英語版）, スライゴ近郊
- EIWF (WAT) – ウォーターフォード空港（英語版） – ウォーターフォード, ウォーターフォード県
- EIWT (WST) – ウエストン空港（英語版） – Leixlip（英語版）, キルデア県

## EK – デンマークとフェロー諸島

### デンマーク
カテゴリと一覧も参照
- EKAH (AAR) – オーフス空港 – Tirstrup（英語版） near オーフス
- EKBI (BLL) – ビルン空港 – ビルン
- EKCH (CPH) – コペンハーゲン空港 – Kastrup（英語版） near コペンハーゲン
- EKEB (EBJ) – エスビャウ空港（英語版） – エスビャウ
- EKHG – ヘアニング空港（英語版） – ヘアニング
- EKKA (KRP) – カーロプ空港 – Karup Municipality（英語版）
- EKKS – Kongsted Flyveplads – Near Faxe（英語版）
- EKLV – Lemvig Airport（英語版） – Lemvig（英語版）
- EKMB (MRW) – Lolland Airport（英語版） – Maribo（英語版）
- EKOD (ODE) – オーデンセ空港（英語版） – オーデンセ
- EKRD – ラナース空港（英語版） – ラナース
- EKRK (RKE) – ロスキレ空港 – Tune, Denmark（英語版） near ロスキレ
- EKRN (RNN) – ボーンホルム空港（英語版） – レネ
- EKSB (SGD) – スナボー空港（英語版） – スナボー
- EKSL – スラウリレ飛行場 – ミトシェラン
- EKSN (CNL) – スィンデール空港（英語版） – スィンデール（英語版）
- EKSP (SKS) – Skrydstrup Airport（英語版） – Vojens（英語版）
- EKSV (SQW) – Skive Airport（英語版） –Skive (Denmark)（英語版）
- EKTS (TED) – Thisted Airport（英語版） – Thisted（英語版）
- EKVH – Vesthimmerland Airport（英語版） – アース
- EKVJ (STA) – Stauning Vestjylland Airport（英語版） – Skjern, Denmark（英語版）
- EKYT (AAL) – オールボー空港 – オールボー
- EKVD (VDP) – Vamdrup Airport – コリング

### フェロー諸島
カテゴリと一覧も参照
- EKVG (FAE) – ヴォーアル空港 – ヴォーアル島, フェロー諸島
- EKFA Froðba Heliport – フェロー諸島
- EKKV Klaksvík Heliport – フェロー諸島
- EKMS ミキネス・ヘリポート – ミキネス島, フェロー諸島
- EKSY スキューヴォイ・ヘリポート – スキューヴォイ島, フェロー諸島
- EKSR 大ドゥイムン・ヘリポート – 大ドゥイムン島, フェロー諸島
- EKSO スヴイノイ・ヘリポート – スヴイノイ島, フェロー諸島
- EKTB Tórshavn/Bodanes Heliport – フェロー諸島

## EL – ルクセンブルク
カテゴリと一覧も参照
- ELLX (LUX) – ルクセンブルク＝フィンデル空港 – ルクセンブルク市
- ELMD – Medernach Ulmodrome (Kitzebour Ultralight Airfield) – Medernach（英語版）
- ELNT – Noertrange Airfield (Wiltz–Noertrange Airfield) – Noertrange（英語版） / Wiltz（英語版）
- ELUS – Useldange Glider Field – Useldange（英語版）

## EN – ノルウェー
カテゴリと一覧も参照
- ENAL (AES) – Ålesund Airport, Vigra（英語版） – オーレスン, ムーレ・オ・ロムスダール県
- ENAN (ANX) – Andøya Airport, Andenes（英語版） – Andenes（英語版）, ヌールラン県
- ENAS – Ny–Ålesund Airport, Hamnerabben（英語版） – ニーオーレスン, スヴァールバル諸島
- ENAT (ALF) – Alta Airport（英語版） – アルタ, フィンマルク県
- ENBJ – ビュルネイ島 (Bjørnøya), 北極
- ENBL (FDE) – Førde Airport, Bringeland（英語版） – Førde（英語版）, ソグン・オ・フィヨーラネ県
- ENBM – Voss Airport, Bømoen（英語版） – ヴォス, ホルダラン県
- ENBN (BNN) – Brønnøysund Airport, Brønnøy（英語版） – Brønnøysund（英語版）, ヌールラン県
- ENBO (BOO) – ボードー空港（英語版） – ボードー, ヌールラン県
- ENBR (BGO) – ベルゲン空港 – ベルゲン , ホルダラン県
- ENBS (BJF) – ボツフィヨール空港（英語版） – ボツフィヨール, フィンマルク県
- ENBV (BVG) – ベルレヴォーグ空港（英語版） – ベルレヴォーグ, フィンマルク県
- ENCN (KRS) – Kristiansand Airport, Kjevik（英語版） – クリスチャンサン, ヴェスト・アグデル県
- ENDI – Geilo Airport, Dagali（英語版） – ヤイロ, ブスケルー県
- ENDR – Draugen（英語版） – Draugen oil field（英語版）, ノルウェー海
- ENDU (BDU) – Bardufoss Airport（英語版） – Bardufoss（英語版）, トロムス県
- ENEG – Hønefoss Airport, Eggemoen – Hønefoss（英語版）, ブスケルー県
- ENEN – Engeløy Airport, Grådussan（英語版） – Engeløy, ヌールラン県
- ENEV (EVE) – Harstad/Narvik Airport, Evenes（英語版） – エヴェネス / トロムス県
- ENFB (FBU) – Fornebu（英語版） (閉鎖) – オスロ, アーケシュフース県
- ENFG (VDB) – Fagernes Airport, Leirin（英語版） – Fagernes（英語版）, オップラン県
- ENFL (FRO) – Florø Airport（英語版） – Florø（英語版）, ソグン・オ・フィヨーラネ県
- ENFR – フリッグ – 北海
- ENGA – ガルファクスA – ガルファクス油田（英語版）, 北海
- ENGC – ガルファクスC（英語版） – ガルファクス油田（英語版）, 北海
- ENGK – アーレンダール空港（英語版）, アーレンダール, アウスト・アグデル県
- ENGM (OSL) – オスロ空港 – オスロ空港 (オスロ近郊), アーケシュフース県
- ENHA (HMR) – Hamar Airport, Stafsberg（英語版） – ハーマル, ヘードマルク県
- ENHD (HAU) – Haugesund Airport, Karmøy（英語版） – ハウゲスン, ローガラン県
- ENHE – ヘイズルーン – ハイドラン油田（英語版）, 北海
- ENHF (HFT) – Hammerfest Airport（英語版） – ハンメルフェスト, フィンマルク県
- ENHK (HAA) – Hasvik Airport（英語版） – ハスヴィク, フィンマルク県
- ENHN – Elverum Airport, Starmoen – Elverum（英語版）, ヘードマルク県
- ENHS – Hokksund Airport – Hokksund（英語版）, ブスケルー県
- ENHV (HVG) – Honningsvåg Airport, Valan（英語版） – ホニングスヴォーグ, フィンマルク県
- ENJA – ヤンマイエン飛行場 – ヤンマイエン島
- ENJB – Tønsberg Airport, Jarlsberg（英語版） – トンスベルグ, ヴェストフォル県
- ENKB (KSU) – Kristiansund Airport, Kvernberget（英語版） – クリスチャンスン, ムーレ・オ・ロムスダール県
- ENKJ – Kjeller Airport（英語版） – Kjeller（英語版）, アーケシュフース県
- ENKR (KKN) – Kirkenes Airport, Høybuktmoen（英語版） – キルケネス, フィンマルク県
- ENLI (FAN) – Farsund Airport, Lista（英語版） – Farsund（英語版）, ヴェスト・アグデル県
- ENLK (LKN) – Leknes Airport（英語版） – Leknes（英語版）, ヌールラン県
- ENMH (MEH) – Mehamn Airport（英語版） – Mehamn（英語版）, フィンマルク県
- ENML (MOL) – Molde Airport, Årø（英語版） – モルデ, ムーレ・オ・ロムスダール県
- ENMS (MJF) – Mosjøen Airport, Kjærstad（英語版） – Mosjøen（英語版）, ヌールラン県
- ENNA (LKL) – Lakselv Airport, Banak（英語版） – Lakselv（英語版）, フィンマルク県
- ENNK (NVK) – Narvik Airport, Framnes（英語版） – ナルヴィク, ヌールラン県
- ENNM (OSY) – ナムソス空港（英語版） – ナムソス, ヌール・トロンデラーグ県
- ENNO (NTB) – ノトデン空港（英語版） – ノトデン, テレマルク県
- ENOA – Oseberg A – Oseberg oil field（英語版）, 北海
- ENOL (OLA) – オーランド空軍基地 –, ソール・トロンデラーグ県
- ENOP – Oppdal Airport, Fagerhaug（英語版） – Oppdal（英語版）, ソール・トロンデラーグ県
- ENOV (HOV) – Ørsta–Volda Airport, Hovden（英語版） – Ørsta（英語版）/Volda（英語版）, ムーレ・オ・ロムスダール県
- ENRA (MQN) – Mo i Rana Airport, Røssvoll（英語版） – モー・イ・ラーナ, ヌールラン県
- ENRI – Ringebu Airport, Frya – Ringebu（英語版）, オップラン県
- ENRK – Rakkestad Airport（英語版） – Rakkestad（英語版）, エストフォル県
- ENRM (RVK) – Rørvik Airport, Ryum（英語版） – Rørvik（英語版）, ヌール・トロンデラーグ県
- ENRO (RRS) – レーロース空港（英語版） – レーロース, ソール・トロンデラーグ県
- ENRS (RET) – Røst Airport（英語版） – Røst（英語版）, ヌールラン県
- ENRV – Reinsvoll Airport – Reinsvoll（英語版）, オップラン県
- ENRY (RYG) – リュッゲ空港 – リュッゲ（英語版）, エストフォル県
- ENSA – Svea Airport（英語版） – Sveagruva（英語版）, スヴァールバル諸島
- ENSB (LYR) – Svalbard Airport, Longyear（英語版） – ロングイェールビーン, スヴァールバル諸島
- ENSD (SDN) – Sandane Airport, Anda（英語版） – Sandane（英語版）, ソグン・オ・フィヨーラネ県
- ENSG (SOG) – Sogndal Airport, Haukåsen（英語版） – Sogndal（英語版）, ソグン・オ・フィヨーラネ県
- ENSH (SVJ) – Svolvær Airport, Helle（英語版） – Svolvær（英語版）, ヌールラン県
- ENSK (SKN) – Stokmarknes Airport, Skagen（英語版） – Stokmarknes（英語版）, ヌールラン県
- ENSN (SKE) – Skien Airport, Geiteryggen（英語版） – シーエン, テレマルク県
- ENSO (SRP) – Stord Airport, Sørstokken（英語版） – Leirvik（英語版）, ホルダラン県
- ENSR (SOJ) – Sørkjosen Airport（英語版） – Nordreisa（英語版）, トロムス県
- ENSS (VAW) – Vardø Airport, Svartnes（英語版） – ヴァードー, フィンマルク県
- ENST (SSJ) – Sandnessjøen Airport, Stokka（英語版） – Sandnessjøen（英語版）, ヌールラン県
- ENSU – Sunndalsøra Airport, Vinnu – Sunndalsøra（英語版）, ムーレ・オ・ロムスダール県
- ENTC (TOS) – トロムソ空港 – トロムソ , トロムス県
- ENTO (TRF) – Sandefjord Airport, Torp（英語版） – サンデフィヨルド, ヴェストフォル県
- ENUL       – Vaksinen Airport – Ulven, ホルダラン県
- ENUK (GLL) – Gol Airport, Klanten（英語版） – Gol, Norway（英語版）, ブスケルー県
- ENVA (TRD) – Trondheim Airport, Værnes（英語版） – Stjørdal（英語版）, ヌール・トロンデラーグ県
- ENVD (VDS) – ヴァドソー空港（英語版） – ヴァドソー, フィンマルク県
- ENVR (VDS) – Værøy Heliport（英語版） – Værøy（英語版）, ヌールラン県
- ENZV (SVG) – Stavanger Airport, Sola（英語版） – スタヴァンゲル, ローガラン県

## EP – ポーランド
カテゴリと一覧も参照
- EPBA (QEO) – Bielsko–Biała Aleksandrowice Airport – ビェルスコ＝ビャワ
- EPBC       – Warsaw Babice Airport（英語版） – ワルシャワ
- EPBD       – Bydgoszcz–Biedaszkowo Airport ブィドゴシュチュ
- EPBK (QYY) – Białystok–Krywlany Airport（英語版） – ビャウィストク
- EPBY (BZG) – ブィドゴシュチュ・イグナツィ・ヤン・パデレフスキ空港 – ブィドゴシュチュ
- EPEL (ZBG) – エルブロンク空港 – エルブロンク
- EPGD (GDN) – グダニスク・レフ・ヴァウェンサ空港 – グダニスク
- EPGI       – Grudziądz–Lisie Kąty Airfield – グルジョンツ
- EPGL       – Gliwice–Trynek Airfield – グリヴィツェ
- EPIN       – イノヴロツワフ飛行場 – イノヴロツワフ
- EPIR       – Inowrocław–Latkowo Air Base – イノヴロツワフ
- EPIW       – Iwonicz Airfield – Pustyny（英語版）
- EPJG       – イェレニャ・グラ飛行場 – イェレニャ・グラ
- EPJS       – Jeżów Sudecki Airfield – Jeżów Sudecki（英語版）
- EPKA       – Kielce–Masłów Airfield – キェルツェ
- EPKE       – Kętrzyn–Wilamowo Airfield – ケントシン
- EPKG       – Kołobrzeg–Bagicz Airport – Kołobrzeg（英語版）
- EPKK (KRK) – バリツェ空港 – クラクフ
- EPKM       – Katowice–Muchowiec Airport（英語版） – カトヴィツェ
- EPKP       – Kraków–Pobiednik Wielki Airfield – クラクフ
- EPKR (KRO) – Krosno Airport（英語版） – Krosno（英語版）
- EPKS       – 31st Air Base（英語版） – ポズナン
- EPKT (KTW) – カトヴィツェ空港 – カトヴィツェ
- EPKZ (OSZ) – Koszalin / Zegrze Pomorskie Airport – Zegrze Pomorskie（英語版）
- EPLB (LUZ) – ルブリン空港（英語版） – ルブリン
- EPLK       – Łask Air Base（英語版） – Łask（英語版）
- EPLL (LCJ) – Łódź Władysław Reymont Airport（英語版） (以前はŁódź–Lublinek Airport) – ウッチ
- EPLR (QLU) – Lublin–Radawiec Airport – Radawiec Duży（英語版）
- EPLS       – レシュノ空港 – レシュノ
- EPLU       – Lubin–Obora Airport（英語版） – ルビン
- EPMB       – Malbork Air Base（英語版） – Królewo Malborskie（英語版）
- EPMI       – Mirosławiec Air Base – Mirosławiec（英語版）
- EPML       – Mielec Airport（英語版） – Mielec（英語版）
- EPMM       – Mińsk Mazowiecki Air Base – Mińsk Mazowiecki（英語版）
- EPMO (WMI) – Modlin Airport（英語版） – Nowy Dwór Mazowiecki（英語版）
- EPNL       – Nowy Sącz–Łososina Dolna Airport（英語版） – ノヴィ・ソンチ
- EPNT (QWS) – ノヴィ・タルク空港（英語版） – ノヴィ・タルク
- EPOD (QYO) – Olsztyn–Dajtki Airport – オルシュティン
- EPOK (QYD) – Gdynia–Babie Doły Airport（英語版） – グディニャ
- EPOM       – Ostrów Wielkopolski–Michałków Airport – Ostrów Wielkopolski（英語版）
- EPOP (QPM) – Opole–Polska Nowa Wieś Airport – オポーレ
- EPPK       – Poznań–Kobylnica Airfield – Kobylica
- EPPL (QPL) – Płock Airport – Płock
- EPPO (POZ) – Poznań–Ławica Airport（英語版） – ポズナン
- EPPT       – ピョートルクフ・トルィブナルスキ空港 – ピョートルクフ・トルィブナルスキ
- EPRG       – Rybnik–Gotartowice Airfield – リブニク
- EPRP       – Radom Piastów Airfield – ラドム
- EPPR       – Pruszcz Gdański Air Base – Pruszcz Gdański（英語版）
- EPRZ (RZE) – ジェシュフ＝ヤションカ空港 – ジェシュフ
- EPSC (SZZ) – Szczecin–Goleniów "Solidarność" Airport（英語版） – シュチェチン
- EPSD       – Szczecin–Dąbie Airfield – シュチェチン
- EPSR       – Słupsk–Krępa Airfield – スウプスク
- EPST (QXQ) – Stalowa Wola–Turbia Airport – Turbia（英語版）
- EPSU       – スヴァウキ空港 – スヴァウキ
- EPSY (SZY) – Szczytno–Szymany International Airport（英語版） – Szczytno（英語版）
- EPTM       – Tomaszów Mazowiecki Air Base – Tomaszów Mazowiecki（英語版）
- EPTO       – トルン空港（英語版） – トルン
- EPWA (WAW) – ワルシャワ・ショパン空港 (以前はOkecie International Airport) – ワルシャワ
- EPWK       – Włocławek–Kruszyn Airport – Kruszyn（英語版）
- EPWR (WRO) – Copernicus Airport Wrocław（英語版） – ヴロツワフ
- EPZA       – Zamość–Mokre Airport – ザモシチ
- EPZG (IEG) – ジェロナ・グラ空港（英語版） – ジェロナ・グラ
- EPZP       – Zielona Góra–Przylep Airfield – ジェロナ・グラ
- EPZR       – Żar Airfield – Międzybrodzie Żywieckie（英語版）

## ES – スウェーデン
カテゴリと一覧も参照
- ESCF – Malmen Air Base – リンシェーピング
- ESCK – Bråvalla Air Base (閉鎖) – ノーショーピング
- ESCM – Ärna（英語版） (F 16) – ウプサラ
- ESCN – Tullinge Airport (closed) – ストックホルム
- ESDF (RNB) – Ronneby Airport（英語版） (F 17) – Ronneby（英語版）
- ESFA – Bokeberg Airport – Hässleholm（英語版）
- ESFH – Hasslösa Air Base (閉鎖) – Hasslösa
- ESFI – Knislinge Air Base (閉鎖) – Knislinge（英語版）
- ESFJ – Sjöbo Air Base – Sjöbo（英語版）
- ESFM – Moholm Air Base (閉鎖) – Moholm（英語版）
- ESFQ – Kosta Air Base (閉鎖) – Kosta, Sweden（英語版）
- ESFR – Råda Air Base – Råda（英語版）
- ESFS – サンドビック空港 – サンドビック
- ESFU – Uråsa Air Base (閉鎖) – ベクショー
- ESFY – Byholma Air Base – Byholma
- ESGA – Backamo Airport – Uddevalla（英語版）
- ESGC – Ålleberg Airport – Ålleberg（英語版）
- ESGD – Bämmelshed Airport – Tidaholm（英語版）
- ESGE – Viared Airport – ボロース
- ESGF – Morup Airport – ファルケンベリ
- ESGG (GOT) – ヨーテボリ・ランドヴェッテル空港 – ヨーテボリ
- ESGH – Herrljunga Airport – Herrljunga（英語版）
- ESGI – Alingsås Airport – Alingsås（英語版）
- ESGJ (JKG) – ヨンショーピング空港（英語版） – ヨンショーピング市
- ESGK – ファルシェーピング空港 – ファルシェーピング
- ESGL (LDK) – Lidköping–Hovby Airport（英語版） – Lidköping（英語版）
- ESGM – Öresten Airport – Öresten
- ESGN – Brännebrona Airport – Götene（英語版）
- ESGP (GSE) – ヨーテボリ・シティ空港（英語版） (Säve) – ヨーテボリ
- ESGR (KVB) – Skövde Airport – Skövde（英語版）
- ESGS – Näsinge Airport – Strömstad（英語版）
- ESGT (THN) – Trollhättan–Vänersborg Airport（英語版） – トロルヘッタン / Vänersborg（英語版）
- ESGU – Rörkärr Airport – Uddevalla（英語版）
- ESGV – ヴァールベリ空港 – ヴァールベリ
- ESGY – セフレ空港 – セフレ
- ESIA – Karlsborg Air Base – Karlsborg（英語版）
- ESIB – Såtenäs Air Base（英語版） – Såtenäs（英語版）
- ESKA – Gimo Air Base（英語版） – Gimo, Sweden（英語版）
- ESKB – Barkarby Airport（英語版） (閉鎖) – ストックホルム
- ESKC – Sundbro Airport – Sundbro
- ESKD – Dala–Järna Airport – Dala–Järna（英語版）
- ESKG – Gryttjom Airport – Gryttjom
- ESKH – Ekshärad Airport – Ekshärad（英語版）
- ESKK (KSK) – Karlskoga Airport – Karlskoga（英語版）
- ESKM (MXX) – Mora–Siljan Airport（英語版） – ムーラ市
- ESKN (NYO) – ストックホルム・スカブスタ空港 – ストックホルム / ニュヒェーピング
- ESKO – Munkfors Airport – Munkfors（英語版）
- ESKS – ストレングネース空軍基地 (閉鎖) – ストレングネース
- ESKT – Tierp Airport – Tierp（英語版）
- ESKU – Sunne Airport – Sunne, Sweden（英語版）
- ESKV – Arvika–Westlanda Airport – Arvika（英語版）
- ESKX – Björkvik Air Base (閉鎖) – Björkvik（英語版）
- ESMA – Emmaboda Airport – Emmaboda（英語版）
- ESMB – Borglanda Airport – Borglanda
- ESMC – Ränneslätt Airport – Eksjö（英語版）
- ESMD – Vankiva Airport – Hässleholm（英語版）
- ESME – Eslöv Airport – Eslöv（英語版）
- ESMF – Fagerhult Airport – Fagerhult, Högsby Municipality（英語版）
- ESMG – Feringe Airport – Ljungby, Sweden（英語版）
- ESMH – Höganäs Airport – Höganäs（英語版）
- ESMI – Sövdeborg Airport – Sövdeborg
- ESMJ – Kågeröd Airport – Kågeröd（英語版）
- ESMK (KID) – クリシャンスタード空港（英語版） – クリシャンスタード
- ESML – ランズクルーナ空港 – ランズクルーナ
- ESMN – ルンド空港（英語版） – ルンド
- ESMO (OSK) – Oskarshamn Airport（英語版） – Oskarshamn（英語版）
- ESMP – Anderstorp Airport – Anderstorp（英語版）
- ESMQ (KLR) – カルマル空港（英語版） – カルマル市
- ESMR – Trelleborg Airport (Maglarp Airport) – Trelleborg（英語版）
- ESMS (MMX) – マルメ空港 – マルメ
- ESMT (HAD) – ハルムスタッド空港（英語版） – ハルムスタッド
- ESMU – Möckeln Airport – エルムフルト
- ESMV – Hagshult Air Base – Hagshult
- ESMW – Tingsryd Airport (閉鎖) – Tingsryd（英語版）
- ESMX (VXO) – ベクショー空港（英語版） (Kronoberg Airport) – ベクショー
- ESMY – Smålandsstenar Airport – Smålandsstenar（英語版）
- ESMZ – Ölanda Airport – Ölanda
- ESNA – Hallviken Airport – Hallviken
- ESNB – Sollefteå Airport – Sollefteå（英語版）
- ESNC – Hedlanda Airport – Hede Court District（英語版）
- ESND (EVG) – Sveg Airport（英語版） – Sveg（英語版）
- ESNE – Överkalix Airport – Överkalix（英語版）
- ESNF – Farila Air Base – Farila（英語版）
- ESNG (GEV) – イェリヴァーレ空港（英語版） – イェリヴァーレ
- ESNH (HUV) – Hudiksvall Airport – Hudiksvall（英語版）
- ESNI – Kubbe Air Base (閉鎖) – Kubbe
- ESNJ – Jokkmokk Air Base – ヨックモック
- ESNK (KRF) – Kramfors–Sollefteå Airport – Kramfors（英語版） / Sollefteå（英語版）
- ESNL (LYC) – Lycksele Airport（英語版） – Lycksele（英語版）
- ESNM – Optand Airport – Optand（英語版）
- ESNN (SDL) – Sundsvall–Härnösand Airport（英語版） – スンツヴァル / Härnösand（英語版）
- ESNO (OER) – エルンシェルツビク空港（英語版） – エルンシェルツビク
- ESNP – ピーテオ空港 – ピーテオ
- ESNQ (KRN) – キルナ空港（英語版） – キルナ
- ESNR – Orsa Airport – Orsa（英語版）
- ESNS (SFT) – シェレフテオ空港（英語版） – シェレフテオ
- ESNT – Sattna Air Base (閉鎖) – Sattna
- ESNU (UME) – ウメオ空港（英語版） – ウメオ
- ESNV (VHM) – Vilhelmina Airport（英語版） – Vilhelmina（英語版）
- ESNX (AJR) – Arvidsjaur Airport（英語版） – Arvidsjaur（英語版）
- ESNY (SOO) – Söderhamn Airport（英語版） – Söderhamn（英語版）
- ESNZ (OSD) – Östersund–Frösön Airport（英語版） (F4 Frösön Air Base) – エステルスンド
- ESOE (ORB) – エレブルー空港（英語版） – エレブルー
- ESOH (HFS) – Hagfors Airport（英語版） – Hagfors（英語版）
- ESOK (KSD) – カールスタード空港（英語版） – カールスタード
- ESOL – Lemstanäs Airport – Storvik（英語版）
- ESOW (VST) – ストックホルム・ヴェステロース空港 (Hässlö, former F1) – ストックホルム / ヴェステロース
- ESPA (LLA) – ルレオ空港 (Kallax Air Base) – ルレオ
- ESPE – Vidsel Air Base（英語版） – Vidsel（英語版）
- ESPG – Boden Army Air Base (閉鎖) – Boden Municipality（英語版）
- ESPJ – Heden Air Base (閉鎖) – Heden（英語版）
- ESQO – Arboga Airport（英語版） – Arboga（英語版）
- ESQP – Berga Airport (閉鎖) – Berga, Sweden（英語版）
- ESSA (ARN) – ストックホルム・アーランダ空港 – ストックホルム
- ESSB (BMA) – ストックホルム・ブロンマ空港 – ストックホルム
- ESSC – Ekeby Airport – エシルストゥーナ
- ESSD (BLE) – Borlänge Airport（英語版） – Borlänge（英語版）
- ESSE – Skå–Edeby Airport – ストックホルム
- ESSF (HLF) – Hultsfred Airport（英語版） – Hultsfred（英語版） / ヴィンメルビュー
- ESSG – Ludvika Airport – Ludvika（英語版）
- ESSH – Laxå Airport – Laxå（英語版）
- ESSI – Visingsö Airport – Visingsö（英語版）
- ESSK (GVX) – Gävle–Sandviken Airport（英語版） – イェヴレ / Sandviken（英語版）
- ESSL (LPI) – Linköping–Saab Airport（英語版） – リンシェーピング
- ESSM – Brattforsheden Airport – Brattforsheden
- ESSN – Norrtälje Airport – Norrtälje（英語版）
- ESSP (NRK) – Kungsängen Airport – ノーショーピング
- ESST (TYF) – Torsby Airport（英語版） (Fryklanda Airport) – Torsby（英語版）
- ESSU (EKT) – エシルストゥーナ空港（英語版） – エシルストゥーナ
- ESSV (VBY) – ヴィスビュー空港（英語版）  – ヴィスビュー
- ESSW (VVK) – Västervik Airport – Västervik（英語版）
- ESSX – Johannisberg Airport – ヴェステロース
- ESSZ – Vängsö Airport – Vängsö
- ESTA (AGH) – エンゲルホルム・ヘルシンボリ空港（英語版） – エンゲルホルム / ヘルシンボリ
- ESTF – Fjallbacka Airport – Fjällbacka（英語版）
- ESTG – Grönhögen Airport – Grönhögen
- ESTL – Ljungbyhed Airport – Ljungbyhed（英語版）
- ESTO – Tomelilla Airport – Tomelilla（英語版）
- ESTT – Vellinge Airport（英語版） – Vellinge（英語版）
- ESUA – Åmsele Air Base (閉鎖) – Åmsele（英語版）
- ESUB – Arbrå Airport – Arbrå（英語版）
- ESUD (SQO) – Storuman Airport（英語版） – Storuman（英語版）
- ESUE (IDB) – Idre Airport – Idre
- ESUF – Fallfors Air Base (閉鎖) – Fallfors（英語版）
- ESUG – Gargnäs Airport – Gargnäs
- ESUH – Myran Airport – Härnösand（英語版）
- ESUI – Mellansel Airport – Mellansel（英語版）
- ESUJ – Tälje Airport – Ånge（英語版）
- ESUK – Kalixfors Army Air Base – Kalixfors
- ESUL – Ljusdal Airport – Ljusdal（英語版）
- ESUM – Mohed Airport – Mohed（英語版）
- ESUO – Oviken Airport – イェムトランド地方
- ESUP (PJA) – Pajala Airport（英語版） – Pajala（英語版）
- ESUR – Ramsele Airport – Ramsele（英語版）
- ESUS – Åsele Airport – Åsele（英語版）
- ESUT (HMV) – Hemavan Airport（英語版） – Hemavan（英語版）
- ESUV – Älvsbyn Airport – Älvsbyn（英語版）
- ESUY – Edsbyn Airport – Edsbyn（英語版）
- ESVA – Avesta Airport – Avesta Municipality（英語版）
- ESVB – Bunge Airport – Bunge, Sweden
- ESVG – Gagnef Airport – Gagnef（英語版）
- ESVH – Hällefors Airport – Hällefors（英語版）
- ESVK – カトリーネホルム空港 – カトリーネホルム
- ESVM – Skinnlanda Airport – Malung（英語版）
- ESVQ – Köping Airport – Köping Municipality（英語版）
- ESVS – Siljansnäs Airport – Siljansnäs（英語版）

## EV – ラトビア
カテゴリと一覧も参照
- EVAD       – アーダジ飛行場（英語版） – アーダジ（英語版）
- EVDA (DGP) – ダウガフピルス国際空港（英語版） – ダウガフピルス
- EVEA       – イェルガヴァ空軍基地（英語版） – イェルガヴァ
- EVFA       – ヴァイニョデ空軍基地（英語版） – ヴァイニョデ基礎自治体（英語版）
- EVGA       – リェルヴァーデ空軍基地 – リェルヴァーデ
- EVKA       – イェーカブピルス空軍基地（英語版） – イェーカブピルス
- EVLA (LPX) – リエパーヤ国際空港 – リエパーヤ
- EVRA (RIX) – リガ国際空港 – リガ
- EVRC       – Rumbula Air Base（英語版） – リガ
- EVRS       – Spilve Airport（英語版） – リガ
- EVSM       – M–Sola Heliport（英語版） – リェルヴァーデ
- EVTA       – トゥクムス空港 – トゥクムス
- EVVA (VNT) – ヴェンツピルス国際空港 – ヴェンツピルス

## EY – リトアニア
カテゴリと一覧も参照
- EYAL – アリートゥス空港 – アリートゥス
- EYBI – ビルジャイ空港 – ビルジャイ
- EYJB – ユルバルカス空港 – ユルバルカス
- EYKA (KUN) – カウナス国際空港 – カウナス
- EYKD – ケダイネイ空港 – ケダイネイ
- EYKG – Kaunas/Gamykla Airport – カウナス
- EYKL (KLJ) – クライペダ空港（英語版） – クライペダ
- EYKR – カズルー・ルーダ空港（英語版） (軍用) – カズルー・ルーダ
- EYKS – S. Darius and S. Girėnas Airport（英語版） – カウナス
- EYKT – Kartena Airport – Kartena（英語版）
- EYMA – Tirkšliai Airport – Tirkšliai（英語版）
- EYMM – Sasnava Airport – Sasnava（英語版）
- EYNA – アクメネ空港 – アクメネ（英語版）
- EYND – ニダ空港（英語版） – ニダ
- EYNE – Nemirseta Airport – Nemirseta（英語版）
- EYPA (PLQ) – パランガ国際空港 – パランガ
- EYPI – Panevėžys/Istra Airport – パネヴェジース
- EYPK – Pikeliškės Airport – Pikeliškės
- EYPN – パネヴェジース空港 – パネヴェジース
- EYPP (PNV) – Pajuostis Airport（英語版） (軍用) – Pajuostis
- EYPR – Pociūnai Airport（英語版） – Pociūnai（英語版）
- EYRK – ロキシュキス空港 – ロキシュキス
- EYRU – Rukla Airport（英語版） – ヨナヴァ
- EYSA (SQQ) – シャウレイ国際空港（英語版） (官民両用) – シャウレイ
- EYSB – Barysiai Airport（英語版） (官民両用) – Barysiai（英語版）
- EYSE – シェドゥヴァ空港 – シェドゥヴァ（英語版）
- EYSI – Šilutė Airport (軍用) – Šilutė（英語版）
- EYTR – タウラゲ空港 – タウラゲ
- EYTL – テルシェイ空港 – テルシェイ
- EYUT – ウテナ空港 – ウテナ
- EYVA – Vilnius (MOT/CAD)
- EYVC – Vilnius (ACC/FIC/COM/RCC)
- EYVI (VNO) – ヴィリニュス国際空港 – ヴィリニュス
- EYVK – Kyviškės Airport (軍用) – Kyviškės
- EYVL – Vilnius (FIR)
- EYVN – Vilnius (NOF/AIS)
- EYVP – Paluknys Airport – Paluknys
- EYZA – ザラサイ空港 – ザラサイ（英語版）
- EYZE – Žekiškės Airport – Žekiškės